# Santiago de Compostela
Santiago de Compostela es una ciudad y municipio español, capital de la comunidad autónoma de Galicia y sede de sus instituciones de gobierno, la Junta de Galicia y el Parlamento. Pertenece a la provincia de La Coruña, cuenta con una población de 99 536 habitantes (INE 2024), siendo el cuarto municipio más poblado de Galicia.
La ciudad antigua de Santiago es Patrimonio de la Humanidad por la Unesco desde 1985. Destaca por ser uno de los tres grandes núcleos de peregrinación del cristianismo, junto con Jerusalén y Roma, al señalar la tradición que allí se dio sepultura al apóstol Santiago el Mayor. De especial importancia artística es su catedral, dedicada precisamente al apóstol Santiago, y que es el destino de los cientos de miles de peregrinos de todo el mundo que cada año realizan el Camino de Santiago.
El municipio limita al norte con los ayuntamientos de Valle del Dubra, Trazo y Oroso; al sur con Teo, Vedra y Boqueijón; al este con El Pino; y al oeste con Ames. En las inmediaciones de la ciudad se encuentra el aeropuerto de Santiago de Compostela, el más transitado de Galicia y el segundo del norte de España, solo por detrás de Bilbao. Es también de gran relevancia su quincentenaria Universidad, situada entre las diez mejores de España, y que cuenta con unos 25 500 alumnos matriculados anualmente (en los dos campus de la universidad, en Santiago y en Lugo), lo que contribuye a elevar la población de hecho de Santiago y su área metropolitana por encima de los 200 000 habitantes.

## Toponimia
Todos los documentos de los siglos IX, X y XI asignan al lugar el nombre de Arcis Marmoricis. Por encontrarse en él el sepulcro del Santo se utilizaba a veces el genérico en latín de Locus Sanctus (Lugar Santo) y Locus Sancti Iacobi (Lugar de Santiago). Una de las interpretaciones es la de que Compostela derive de la expresión latina campus stellae, que significa «campo de la estrella», por la estrella que, según el milagro, se le apareció a Teodomiro indicándole este lugar.
El Cronicón Iriense (XI-XII) lo deriva del latín compositum tellus, «tierra compuesta» o «hermosa». Esta explicación debió mantenerse en vigor entre los eruditos porque en la Crónica de Sampiro, escrita en 1150, se dice «Compostella, id est bene composita» y también se le da la misma explicación en la Crónica Najarense hacia el año 1160. Esta interpretación se abandonó posteriormente y fue retomada en 1953 por Ricardo García Villoslada en su obra Historia de la Iglesia Católica.
Pierre David retomará la línea de las crónicas del siglo XII y dirá que Compostella viene del latín composita, participio pasivo femenino del verbo componere en la acepción de «arreglada», «dispuesta» y «adornada». Portela Pazos acepta esta explicación y sitúa la aparición del topónimo en la primera mitad del siglo XI cuando, tras la destrucción de la ciudad por Almanzor, hubo de ser reconstruida y fortificada. Esta construcción ordenada derivada del latín compos(i)tum también podría haberse referido originariamente a una construcción funeraria.
Libredón
El clérigo del siglo XIX Antonio López Ferreiro escribió:

Para resumir, diremos que los nombres con que sucesivamente fue conocido el lugar del sepulcro de Santiago, fueron los siguientes: Liberum donum, Arca marmorica y Campus Stellae o Compostella. El primero, aludiendo sin duda a la espontánea donación de Lupa, designaba el fundo en que fue levantado el sepulcro. El segundo nació de la forma y materia del monumento sepulcral, y sirvió por mucho tiempo para la designación del lugar. El tercero se debe a las circunstancias maravillosas del descubrimiento del Cuerpo de Santiago a principios del siglo IX, y desde entonces quedó como el nombre propio del lugar.
Historia de la Santa A. M. Iglesia de Santiago de Compostela

En Galicia existe una tradición que dice que el cuerpo del apóstol fue traído desde el Puerto de Jaffa, en la provincia romana de Judea, en barco hasta Iria Flavia (Padrón), en la entonces provincia Tarraconense. Una vez llegada la comitiva cristiana, la reina de Iria, Lupa, ordenó en primer lugar perseguirlos y mandó un contingente a por ellos que, durante la persecución, se ahogó en las aguas del río Tambre. La reina Lupa, impresionada, se ofreció a ayudarles a encontrar un lugar para enterrar al apóstol, que fue transportado en un carro con bueyes. Según la leyenda los bueyes se detienen en un lugar llamado Libredón (de Liberum Donum), donde es enterrado, hasta que es supuestamente descubierto en el año 813.

## Geografía
Santiago de Compostela se encuentra en la provincia de La Coruña y se sitúa aproximadamente en el centro de la misma. Es la ciudad gallega con mayor centralidad regional, lo que le otorga importantes ventajas competitivas para el desarrollo de funciones administrativas, culturales y de servicios al constituir un nodo clave en la articulación del eje Atlántico y en las relaciones costa-interior. En cuanto a su superficie, el municipio abarca una superficie de 220,01 km², lo que lo convierte en uno de los municipios más grandes de la comarca de Santiago.
La ciudad está situada entre dos montes prominentes, el monte Pedroso y el monte Viso. El relieve es variado, con zonas de colinas y valles que aportan un paisaje muy característico. La altitud varía desde los 70 metros sobre el nivel del mar en las orillas del río Sar hasta los 530 metros en el monte Espiñeira. Está circundada por varios ríos que han influido en su desarrollo histórico y geográfico. El río Sar y el río Sarela fluyen por la ciudad, mientras que el río Tambre marca el límite septentrional del municipio. Estos ríos son vitales para la biodiversidad y el paisaje natural del municipio.
Santiago limita al norte con los municipios de Val do Dubra, Trazo y Oroso; al sur con Teo, Vedra y Boqueixón; al este con O Pino; y al oeste con Ames. Esta situación geográfica coloca a Santiago en un punto estratégico dentro de la comarca, facilitando su acceso a otras áreas y convirtiéndola en un centro económico y cultural clave. Compostela incluye un total de 29 parroquias rurales, que complementan su núcleo urbano y son esenciales para la identidad y cultura del municipio.
| Noroeste: Val do Dubra | Norte: Trazo | Noreste: Oroso     |
| Oeste: Ames            |              | Este: O Pino       |
| Suroeste: Teo          | Sur: Vedra   | Sureste: Boqueixón |

### Clima
De acuerdo con la clasificación climática de Köppen, Santiago de Compostela tiene un clima oceánico (Cfb), de transición con el clima oceánico mediterráneo (Csb). El otoño y la primavera se caracterizan por ser suaves y estables, mientras que los inviernos son en general húmedos, desapacibles y con abundante precipitación. De hecho, Santiago de Compostela figura entre las ciudades con mayor índice de pluviosidad de toda la península ibérica, con un promedio de 1800 litros por metro cuadrado al año. Asimismo, las heladas fuertes y las nevadas son fenómenos poco frecuentes en la ciudad, aunque no excepcionales. Los veranos sin embargo son cálidos y secos, con temperaturas que con frecuencia se sitúan entre los 25 °C y 30 °C.
| Parámetros climáticos promedio de Observatorio de Aeropuerto de Santiago de Compostela (municipio de El Pino) (370 m s. n. m.) (Periodo de referencia: 1991-2020, extremos: 1944-presente) | Parámetros climáticos promedio de Observatorio de Aeropuerto de Santiago de Compostela (municipio de El Pino) (370 m s. n. m.) (Periodo de referencia: 1991-2020, extremos: 1944-presente) | Parámetros climáticos promedio de Observatorio de Aeropuerto de Santiago de Compostela (municipio de El Pino) (370 m s. n. m.) (Periodo de referencia: 1991-2020, extremos: 1944-presente) | Parámetros climáticos promedio de Observatorio de Aeropuerto de Santiago de Compostela (municipio de El Pino) (370 m s. n. m.) (Periodo de referencia: 1991-2020, extremos: 1944-presente) | Parámetros climáticos promedio de Observatorio de Aeropuerto de Santiago de Compostela (municipio de El Pino) (370 m s. n. m.) (Periodo de referencia: 1991-2020, extremos: 1944-presente) | Parámetros climáticos promedio de Observatorio de Aeropuerto de Santiago de Compostela (municipio de El Pino) (370 m s. n. m.) (Periodo de referencia: 1991-2020, extremos: 1944-presente) | Parámetros climáticos promedio de Observatorio de Aeropuerto de Santiago de Compostela (municipio de El Pino) (370 m s. n. m.) (Periodo de referencia: 1991-2020, extremos: 1944-presente) | Parámetros climáticos promedio de Observatorio de Aeropuerto de Santiago de Compostela (municipio de El Pino) (370 m s. n. m.) (Periodo de referencia: 1991-2020, extremos: 1944-presente) | Parámetros climáticos promedio de Observatorio de Aeropuerto de Santiago de Compostela (municipio de El Pino) (370 m s. n. m.) (Periodo de referencia: 1991-2020, extremos: 1944-presente) | Parámetros climáticos promedio de Observatorio de Aeropuerto de Santiago de Compostela (municipio de El Pino) (370 m s. n. m.) (Periodo de referencia: 1991-2020, extremos: 1944-presente) | Parámetros climáticos promedio de Observatorio de Aeropuerto de Santiago de Compostela (municipio de El Pino) (370 m s. n. m.) (Periodo de referencia: 1991-2020, extremos: 1944-presente) | Parámetros climáticos promedio de Observatorio de Aeropuerto de Santiago de Compostela (municipio de El Pino) (370 m s. n. m.) (Periodo de referencia: 1991-2020, extremos: 1944-presente) | Parámetros climáticos promedio de Observatorio de Aeropuerto de Santiago de Compostela (municipio de El Pino) (370 m s. n. m.) (Periodo de referencia: 1991-2020, extremos: 1944-presente) | Parámetros climáticos promedio de Observatorio de Aeropuerto de Santiago de Compostela (municipio de El Pino) (370 m s. n. m.) (Periodo de referencia: 1991-2020, extremos: 1944-presente) |
| Mes | Ene. | Feb. | Mar. | Abr. | May. | Jun. | Jul. | Ago. | Sep. | Oct. | Nov. | Dic. | Anual |
| --- | --- | --- | --- | --- | --- | --- | --- | --- | --- | --- | --- | --- | --- |
| Temp. máx. abs. (°C) | 20.3 | 23.2 | 27.6 | 30.2 | 34.0 | 37.8 | 39.4 | 39.0 | 39.0 | 31.0 | 24.2 | 23.4 | 39.4 |
| Temp. máx. media (°C) | 11.3 | 12.6 | 15.3 | 16.7 | 19.5 | 22.5 | 24.6 | 25.0 | 22.9 | 18.6 | 14.0 | 12.0 | 17.9 |
| Temp. media (°C) | 7.8 | 8.4 | 10.4 | 11.6 | 14.2 | 17.0 | 18.9 | 19.2 | 17.5 | 14.2 | 10.3 | 8.6 | 13.2 |
| Temp. mín. media (°C) | 4.2 | 4.1 | 5.5 | 6.5 | 8.9 | 11.4 | 13.1 | 13.5 | 12.0 | 9.8 | 6.6 | 5.1 | 8.4 |
| Temp. mín. abs. (°C) | -7.0 | -9.0 | -5.6 | -3.0 | -2.0 | 3.4 | 3.4 | 1.0 | 3.0 | -1.6 | -3.2 | -6.5 | -9.0 |
| Precipitación total (mm) | 216 | 146 | 154 | 138 | 115 | 62 | 41 | 61 | 91 | 207 | 222 | 222 | 1676 |
| Días de precipitaciones (≥ 1 mm) | 15.4 | 12.1 | 12.9 | 13.8 | 10.9 | 7.1 | 5.3 | 5.9 | 8.1 | 13.4 | 15.5 | 15.3 | 135.7 |
| Días de nevadas (≥ 0.01 mm) | 0.7 | 0.8 | 0.2 | 0.1 | 0.0 | 0.0 | 0.0 | 0.0 | 0.0 | 0.0 | 0.1 | 0.2 | 2.1 |
| Horas de sol | 90 | 116 | 155 | 174 | 198 | 222 | 245 | 239 | 189 | 136 | 96 | 90 | 1936 |
| Humedad relativa (%) | 85 | 79 | 75 | 75 | 74 | 73 | 73 | 74 | 76 | 82 | 86 | 86 | 79 |
| Fuente: Agencia Estatal de Meteorología | | | | | | | | | | | | | |

## Historia
La historia de Santiago de Compostela se remonta a la prehistoria, la cultura castreña, la llegada de los romanos y, como punto de inflexión, al hallazgo del supuesto enterramiento del apóstol Santiago. El rey asturiano Alfonso II manda construir una iglesia y alrededor nace la villa. A partir de ese momento la ciudad se conformará en torno al centro de poder representado por el arzobispo de Santiago y su representación física, la catedral. El Camino de Santiago marcó desde entonces el devenir de la ciudad.

### Orígenes
En el territorio que actualmente ocupa la catedral de Santiago hubo un poblado romano, que se tiende a identificar como la mansio romana de Assegonia, y que existió entre la segunda mitad del siglo I y el siglo V. El poblado desapareció pero permaneció una necrópolis reutilizada como cantera que estuvo en uso quizás hasta la época del Reino Suevo de Galicia, llegando hasta el siglo VII.
Los reyes asturianos comprendieron el peligro secesionista de Galicia. Van a utilizar cuantos recursos estén en su mano para impedirlo. En primer lugar, se van a arrogar la genuina representación de la tradición goda en materia de religión y leyes, con lo que pretenden asegurar la unicidad del poder. En segundo lugar, van a nombrar a un heredero de sangre real, aunque segundón, para gobernar Galicia. Pero la invención más genial es la creación de Compostela. Aprovechando la noticia del supuesto descubrimiento del cuerpo del Apóstol, el rey de Asturias Alfonso II funda a sus expensas una iglesia que rodeará de privilegios. En torno de la iglesia situará comunidades y fundará un pueblo que desde el principio goza de prerrogativas reales. El rey de Asturias logra un doble objetivo: encontrar un patrón para su causa, un Santiago caballero, matamoros, y al mismo tiempo una ciudad fiel hasta el límite al rey asturiano enclavada en el corazón de Galicia. Santiago será un brazo extendido del monarca asturiano en Galicia.

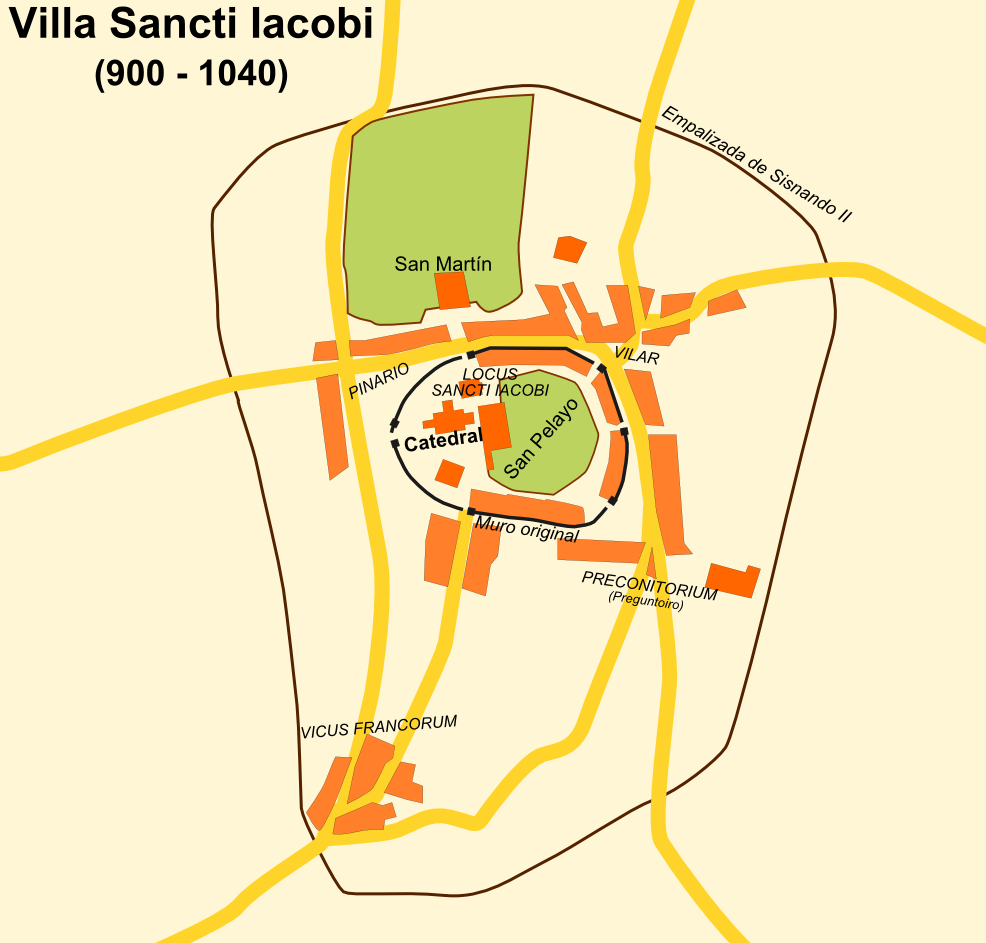
Mapa de la extensión y morfología aproximada de la Villa Sancti Iacobi

El nacimiento de Santiago, como se conoce ahora, está ligado al descubrimiento de los supuestos restos del apóstol Santiago entre los años 820 y 835 d. C., la elevación del rango religioso de los restos, la Universidad y, en la actualidad, la capitalidad de Galicia.
La figura que se convirtió en patrón de España en el siglo XVII, opositando con otras tan señeras como santa Teresa de Jesús o san Millán de la Cogolla, y que sigue siendo capaz de atraer desde hace más de dos milenios hacia una punta occidental de Europa a millares de peregrinos de todo el mundo por los caminos de la devoción, la curiosidad, la cultura, la búsqueda personal o cualquier otra razón, no solo era el fruto del «pescador de hombres», como le pronosticara Jesús[cita requerida]. Aunque su biografía sí se encuentra en el vértice de una religión naciente y luego masiva, o en el de un joven continente europeo que buscaba definir su identidad en caminos de divergencia-convergencia similares al despliegue-repliegue de los surcos de la venera o vieira del peregrino.[cita requerida]
Según una tradición medieval, como aparece por primera vez en la Concordia de Antealtares (1077), el eremita Pelayo, alertado por luces nocturnas que se producían en el bosque de Libredón, avisó al obispo de Iria Flavia, Teodomiro, quien descubrió (supuestamente) los restos de Santiago el Mayor y de dos de sus discípulos en el lugar en que posteriormente se levantaría Compostela, topónimo que podría venir de Campus Stellae ('campo de la estrella'), o más probablemente de Composita tella ('tierras hermosas'), eufemismo por cementerio. El descubrimiento propició que Alfonso II, necesitado de cohesión interna y apoyo externo para su reino, hiciera un viaje —anunciado en el interior de su reino y en el exterior— a un nuevo lugar de peregrinación de la cristiandad en un momento en que la importancia de Roma había decaído y Jerusalén no era accesible al estar en poder de los musulmanes.

### Santuario medieval

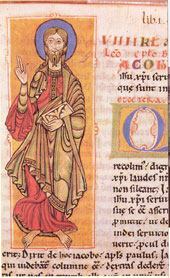
Códice Calixtino

Poco a poco se fue desarrollando la ciudad. Primero se estableció una comunidad eclesiástica permanente al cuidado de los restos, formada por el obispo de Iria y los monjes de Antealtares, en la que espontáneamente se asentó una población heterogénea, aunque fundamentalmente estaba formada por personas procedentes de las aldeas próximas, y fue aumentando a medida que progresaba la peregrinación por razones religiosas por todo el Occidente peninsular, reforzada por el privilegio concedido por Ordoño II de León en 915 por el que se establecía que cualquiera que permaneciera cuarenta días sin ser reclamado como siervo pasaba a ser considerado como hombre libre con derecho a residir en Compostela.[cita requerida] El primer habitante conocido de Compostela es, de hecho, un extranjero: Bretenaldo Franco, cuya mención más antigua corresponde al año 955.
El santuario fue adquiriendo relevancia política. De este modo allí fueron coronados monarcas del Reino de Galicia y del Reino de León como Sancho Ordóñez, Ordoño IV, Sancho I o Bermudo II. La ciudad fue creciendo y Sisenando II la fortificó en el año 969, conformando lo que se conoció como Locus Sancti Iacobi. Esta muralla creó un sistema defensivo alrededor de la iglesia que había donde se sitúa la actual catedral, la plaza da Quintana y el convento de San Paio. Dado el auge que estaba cobrando, la ciudad fue destruida por Almanzor el 10 de agosto del año 997, el cual solo respetó el sepulcro del apóstol. Al volver los habitantes, comenzó la reconstrucción y, a mediados del siglo XI, el obispo Cresconio dotó a la ciudad de un recinto de fosos y una nueva muralla, sobre el antiguo anillo de empalizadas para proteger los nuevos barrios que habían surgido alrededor del Locus. Además, reivindicó para ella la condición de sede apostólica.

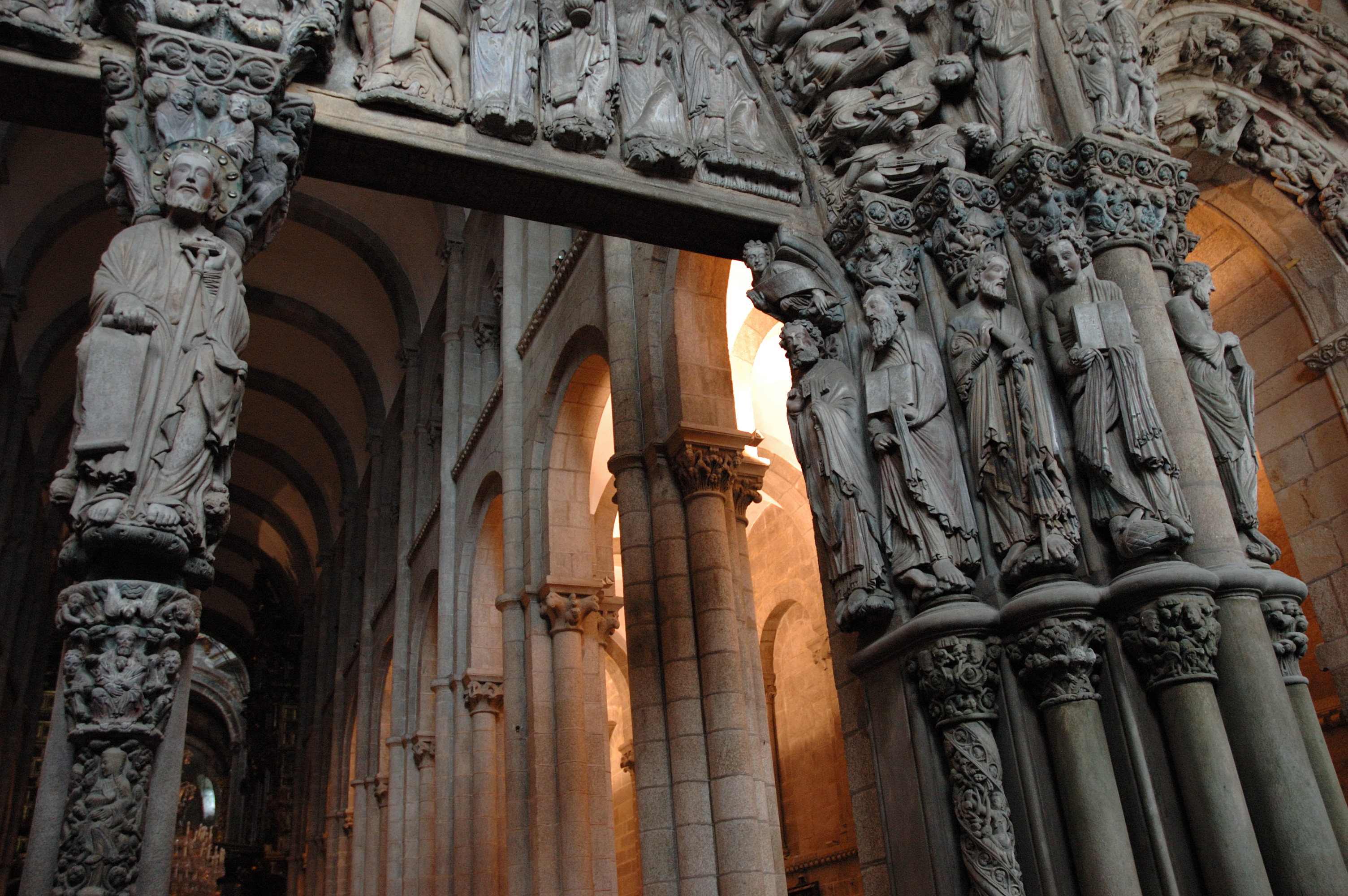
Pórtico de la Gloria de la catedral de Santiago de Compostela, tallado por el Maestro Mateo

El año 1075 el obispo Diego Peláez dio comienzo a la construcción de la catedral románica. El aumento del peregrinaje hace de Compostela un lugar de referencia religiosa en Europa, lo que aumenta su importancia, y la ciudad se ve recompensada también políticamente al alcanzar, en la época del arzobispo Diego Gelmírez, la categoría de metropolitana para la iglesia compostelana (1120) mediante la bula papal Omnipotentes Dispositione otorgada por el papa Calixto II, que consistía en el traslado provisional de la silla metropolitana de Mérida hasta Santiago de Compostela al estar la primera bajo dominio musulmán. Liberada de la vieja tutela de los arzobispos de Braga, que mantuvieron su autoridad sobre la mayor parte de las diócesis del naciente reino de Portugal, la Iglesia de Santiago tenía jurisdicción sobre la mayoría de las de León y Asturias (la archidiócesis de Oviedo solo fue creada en 1954). Santiago era, además, centro de un gran señorío feudal gobernado por los obispos de Compostela, que iba desde el río Iso hasta el Atlántico. Desde Santiago se organizó la resistencia armada frente a las invasiones de los normandos, los cuales conocían al reino de Galicia como Jakobsland (País de Santiago) como aparece en las sagas nórdicas.
Un hecho importante, desde el punto de vista político, fue la coronación por Diego Gelmírez de Alfonso Raimúndez, el futuro Alfonso VII, en la catedral compostelana como rey de Galicia. Desde el punto de vista religioso, sin embargo, hay que resaltar la concesión del privilegio del Año Santo Jubilar Jacobeo mediante la bula Regis Aeterni del papa Alejandro III en 1181. Desde el punto de vista social, cabe mencionar el prematuro levantamiento burgués contra Gelmírez y la reina Urraca en 1117. En estos años se redactó el Códice Calixtino, un conjunto de textos reunidos en los años finales del arzobispado de Gelmírez y que se presentaba como de la autoría del papa Calixto II, fuente fundamental de la historia de la peregrinación a la tumba del apóstol.
En 1230, tras la conquista de Mérida por Alfonso IX, el papa Gregorio IX ordena la restitución de la antigua sede emeritense por bula de 29 de octubre. Pero el rey leonés pondría bajo el dominio del obispo compostelano Bernardo II el territorio emeritense recién conquistado, de manera que la sede metropolitana de Santiago de Compostela pasaba a ser definitiva.
Durante el arzobispado de Berenguel de Landoria, Santiago estuvo levantada en armas desde el año 1318, levantamiento que fue encabezado por el noble Afonso Suárez de Deza. La solución al conflicto se produjo en el denominado día de la Ira, el 16 de septiembre de 1320 cuando en el castillo de la Rocha Forte se asesinó a los cabecillas de la revuelta. Tras los acontecimientos, el 27 de septiembre se firmó la paz. Entre los siglos XII y XIII se fue articulando la red de calles dentro del recinto amurallado. La llegada de la peste negra a la ciudad supuso una fuerte recesión demográfica, que empezó a remontar a partir de 1380. En el siglo XV tenía entre 4000 y 5000 habitantes.

### Edad Moderna

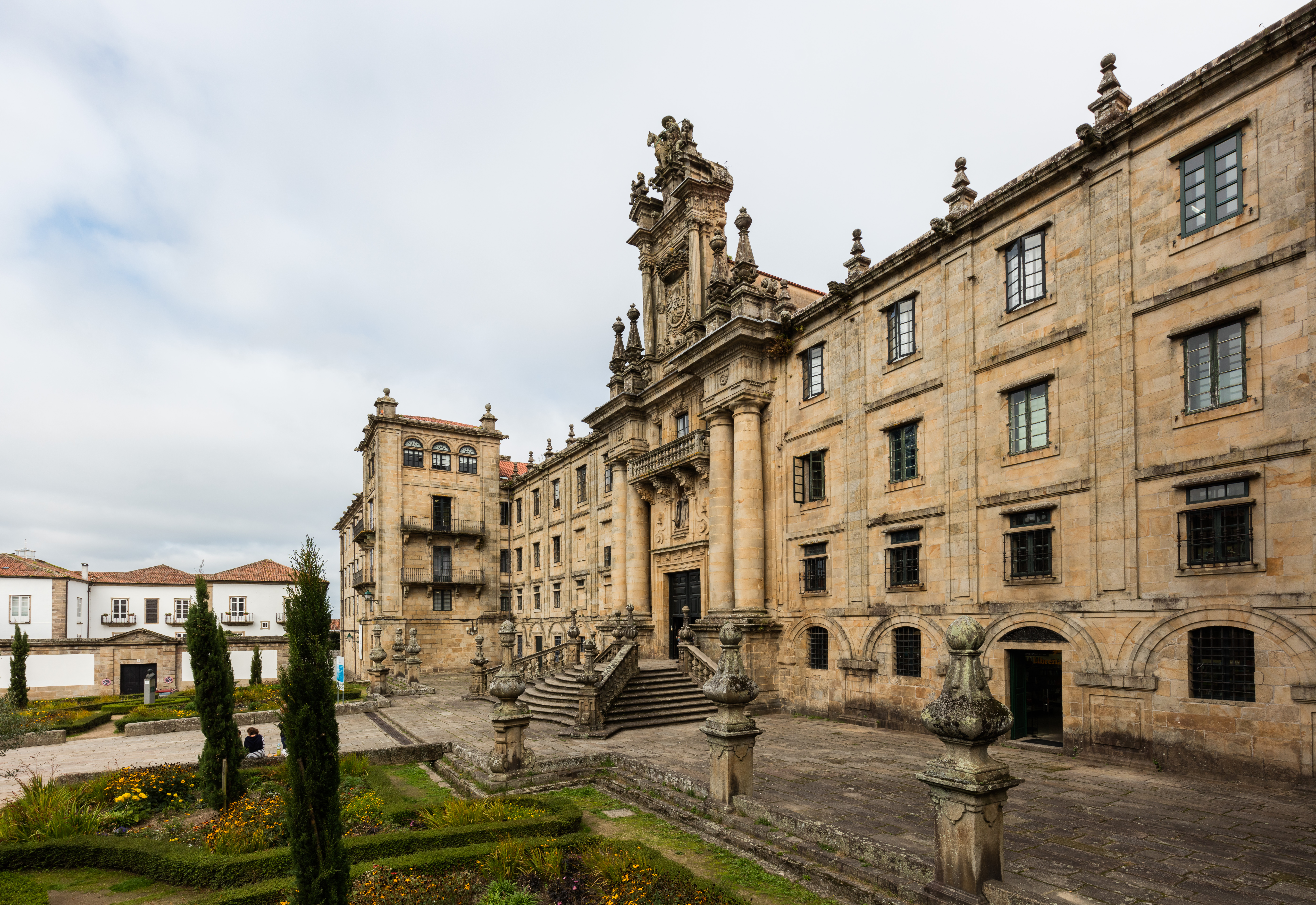
Monasterio de San Martín

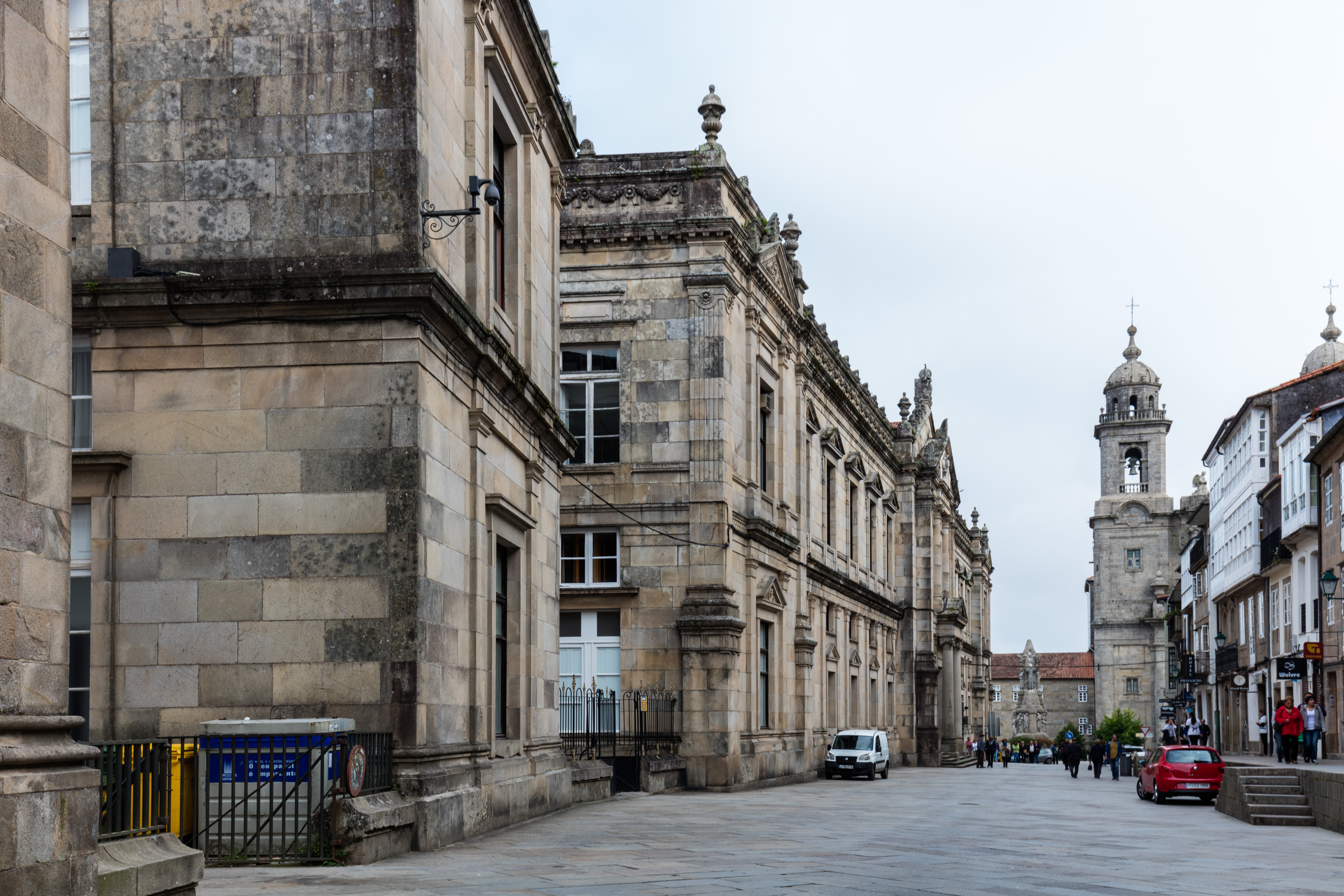
Facultad de Medicina de la Universidad de Santiago

El cabildo compostelano, dirigido por el deán Diego de Muros III, promovió obras de gran importancia con un carácter propio del humanismo, como el Hospital Real y el Estudio Viejo, germen de la futura universidad que fue fundada en 1495 por Lope Gómez de Marzoa. Este hecho y la labor del arzobispo Alonso III de Fonseca le dan un nuevo empuje a la atracción de Santiago, en particular en Galicia, a pesar del descenso relativo de la importancia de la ciudad.
Santiago fue sede de la Real Audiencia del Reino de Galicia desde 1508, pero la presión eclesiástica hizo que se trasladara a La Coruña en 1578. Las reformas del poder monacal marcaron el renacimiento del monasterio de San Martin Pinario y el monasterio de San Pelayo de Antealtares, lo que contribuyó a dar ocasión a una intensa actividad constructiva.
A principios del siglo XVII se produce un periodo de decadencia en la ciudad. En su obra Annuales Eclesiásticos, el africano Cesare Baronnio, confesor del padre clemintene Clemente VII, puso en tela de juicio la peregrinación del apóstol a Hispania. Este dato fue recogido en el Breviario Romano y produjo un grave daño a la ciudad de las peregrinaciones. El Cabildo Compostelano consiguió poco tiempo después que se modificase el Breviario, pero apareció una nueva dificultad: la Orden de los Carmelitas, en los años 1617 y 1626, promovió a santa Teresa como copatrona de España, con las pérdidas económicas que conllevaba para Santiago. El cabildo logró, con la ayuda de importantes personalidades de la sociedad del momento, como Quevedo, devolver de nuevo al apóstol la condición de único patrono de España.
Aún hubo un nuevo hecho similar, ya que en 1643 las Cortes proponen un nuevo copatrono de España, san Miguel Arcángel, pero esta propuesta tuvo corta vida, ya que ese mismo año Felipe IV estableció a Santiago como único patrono de España y ordenó que, todos los 25 de julio, se hiciera una ofrenda regia de 1000 escudos de oro al arzobispado de Santiago, a la vez que concedía una gran pensión de veinte años para sufragar la realización de un retablo a su honra (que se comenzó a construir el año 1658). Estos hechos produjeron una bonanza económica que hizo posible costear nuevas construcciones y reformas que se multiplicaron por toda la ciudad, obras en las que se plasmó un estilo propio y al mismo tiempo universal, el barroco compostelano.

### Esplendor barroco
La prosperidad del cabildo catedralicio y de los monasterios hizo de Santiago un centro artístico puntero. En un primer momento comenzó a trabajar en el taller de la catedral una serie de maestros de obras y arquitectos foráneos, como el madrileño José Vega y Verdugo, el portugués Francisco de Antas, el abulense José Peña de Toro, el cántabro Melchor de Velasco o el arquitecto real Pedro de la Torre.
En este taller y en el de San Martiño Pinario se formó un grupo de arquitectos gallegos que hacia el año 1670 tomaron las riendas de las obras que se estaban desarrollando en toda la ciudad. Figuras egregias como el compostelano Diego de Romay, Domingo de Andrade (torre del reloj), fray Tomás Alonso, el leonés fray Gabriel de Casas, Pedro de Monteagudo, Simón Rodríguez (fachada del convento de Santa Clara), Castro Canseco (retablo de San Pelayo de Antealtares, Clemente Fernández Sarela (Casas del Cabildo y del Deán) o Fernando de Casas Novoa (fachada del Obradoiro) hicieron de Santiago un conjunto barroco de alto nivel a escala mundial. La magnificencia y las peculiaridades del estilo arquitectónico de estas personalidades hacen que se hable de barroco compostelano. El arzobispo mecenas por excelencia fue fray Antonio de Monroy.
Santiago en este periodo se convierte en refugio de los exiliados irlandeses que reclaman acogida y centros de formación como el Colegio de los Irlandeses.

### Santiago hasta la actualidad

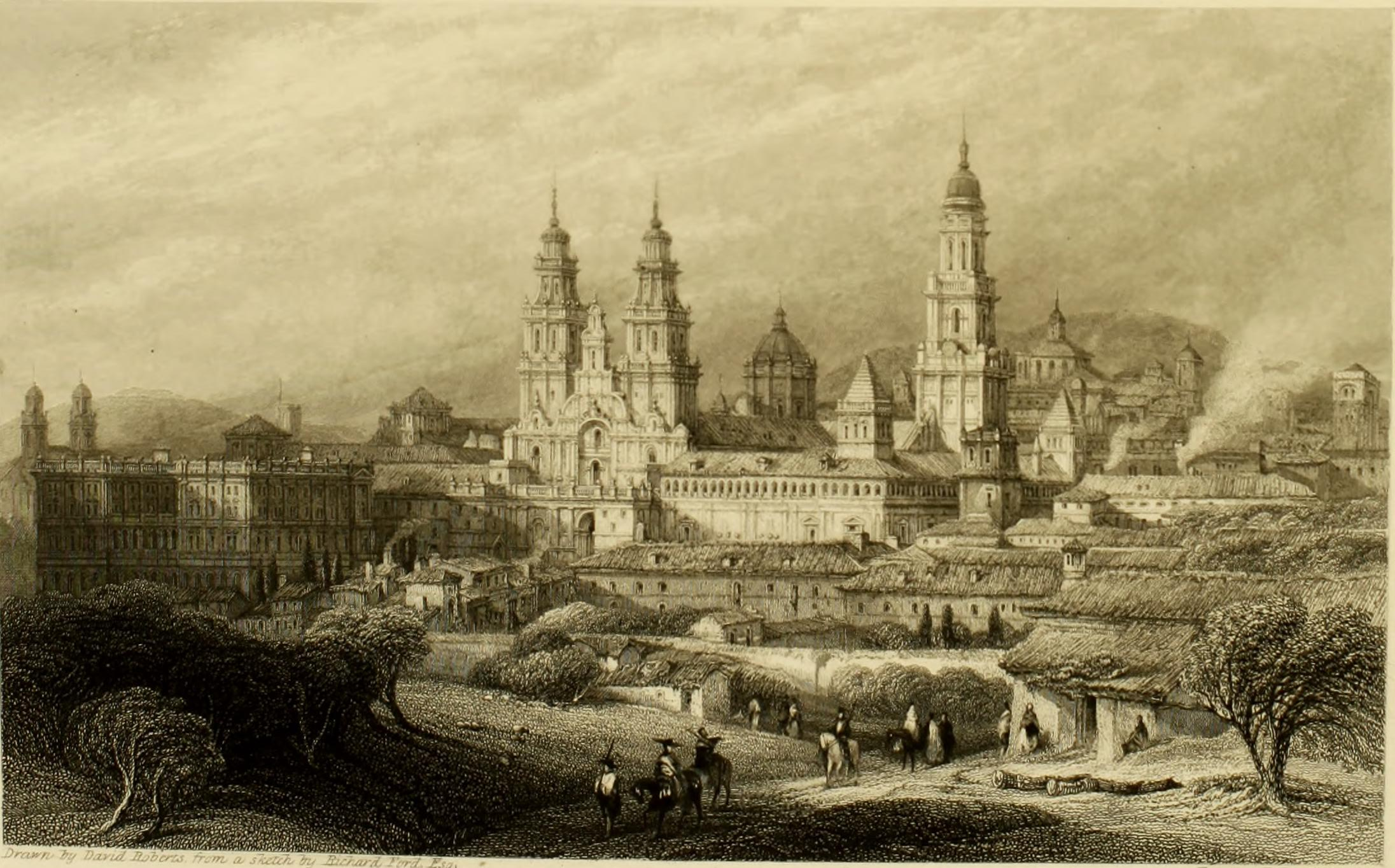
Santiago de Compostela hacia 1837 por David Roberts

Dada la fuerza de la Iglesia, surgieron iniciativas ilustradas como la Sociedad Económica de Amigos del País. Pero tras la ocupación francesa y el hito del Batallón Literario contra la ocupación, Santiago se transforma en un baluarte carlista. La iglesia de Santiago anhela restaurar un reino de Galicia tradicionalista dentro de una monarquía española de acuerdo con los parámetros del Antiguo Régimen.
En Santiago nació el primer periódico gallego: El Catón Compostelano en 1800. Avanzado el siglo XIX existen fábricas de tipo artesanal de curtidos, chocolate y gaseosas. Pero la lucha contra el inmovilismo se verá frenada por el retraso de las vías férreas (no hay tren a la Coruña hasta 1943).
En el siglo XX Santiago será testigo de un renacer galleguista con el Seminario de Estudos Galegos y la asamblea de municipios que al albor de la Segunda República se mostró favorable a la redacción de un estatuto de autonomía. La sublevación militar de 1936 acabó con esa alborada. El alcalde galleguista Ánxel Casal fue asesinado. En 1943 la Diputación provincial elige mayoritariamente a su alcalde José del Valle Vázquez para el cargo de procurador en Cortes en la I Legislatura de las Cortes Españolas (1943-1946), representando a los municipios de esta provincia Durante la legislatura abandona ambos cargos siendo sustituido por Jorge de la Riva y Barba.

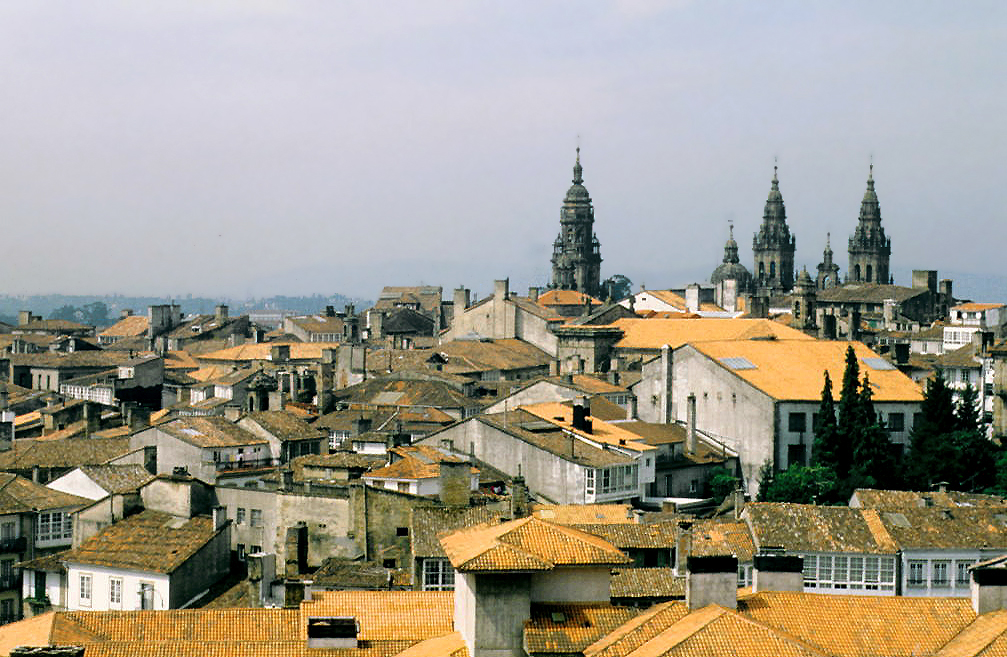
Vista de la ciudad a comienzos de la década de 1990

El establecimiento de la autonomía en Galicia hizo de ella la capital gallega, obteniendo como consecuencia un nuevo empuje a finales del siglo XX que contrarrestó ampliamente el decrecimiento relativo de su importancia como ciudad universitaria gallega al crearse las universidades de Vigo y La Coruña. El 24 de julio de 2013 la ciudad se tiñó de luto al fallecer 79 personas en uno de los accidentes ferroviarios más graves de la historia de España en el trayecto del tren Madrid-Ferrol cuando faltaban unos tres kilómetros para llegar a la estación compostelana.

## Demografía
La ciudad de Santiago cuenta con una población de 99 536 habitantes (INE 2024). De estos, 47.976 nacieron en la ciudad, 20.485 en otro municipio de la provincia, 12.133 en otra provincia gallega, 6.042 en otra comunidad autónoma  y 12.900 en el extranjero. Es importante destacar que el Instituto Galego de Estadística (IGE) ha informado que, en julio de 2024, la población de la ciudad alcanzó los 100.387 habitantes, superando así la barrera de los 100.000 habitantes. En el año 2023, el número de nacimientos fue de 574 niños, mientras que el número de defunciones ascendió a 923 personas, lo que resultó en un crecimiento vegetativo negativo. Sin embargo, a pesar de este balance negativo, la población de la ciudad sigue creciendo gracias al saldo migratorio positivo. Es decir, la llegada de personas desde otras regiones y países ha compensado la diferencia entre nacimientos y defunciones, impulsando el crecimiento demográfico.
En cuanto a la distribución por sexos, Santiago cuenta con 46.134 hombres y 53.402 mujeres. Por grupos de edad, la población joven (0-29 años) representa el 23,94%, la población adulta (30-64 años) un 49,11% y los ancianos (más de 65 años) un 24,26%. La densidad de población de Santiago de Compostela es de 452,4 habitantes por km² en 2024.
| Gráfica de evolución demográfica de Santiago de Compostela entre 1842 y 2021 |
| |
| Población de derecho según los censos de población del INE Población de hecho según los censos de población del INEEn 1930 crece el término del municipio porque incorpora a Conjo. En 1962 incorpora a Enfesta |

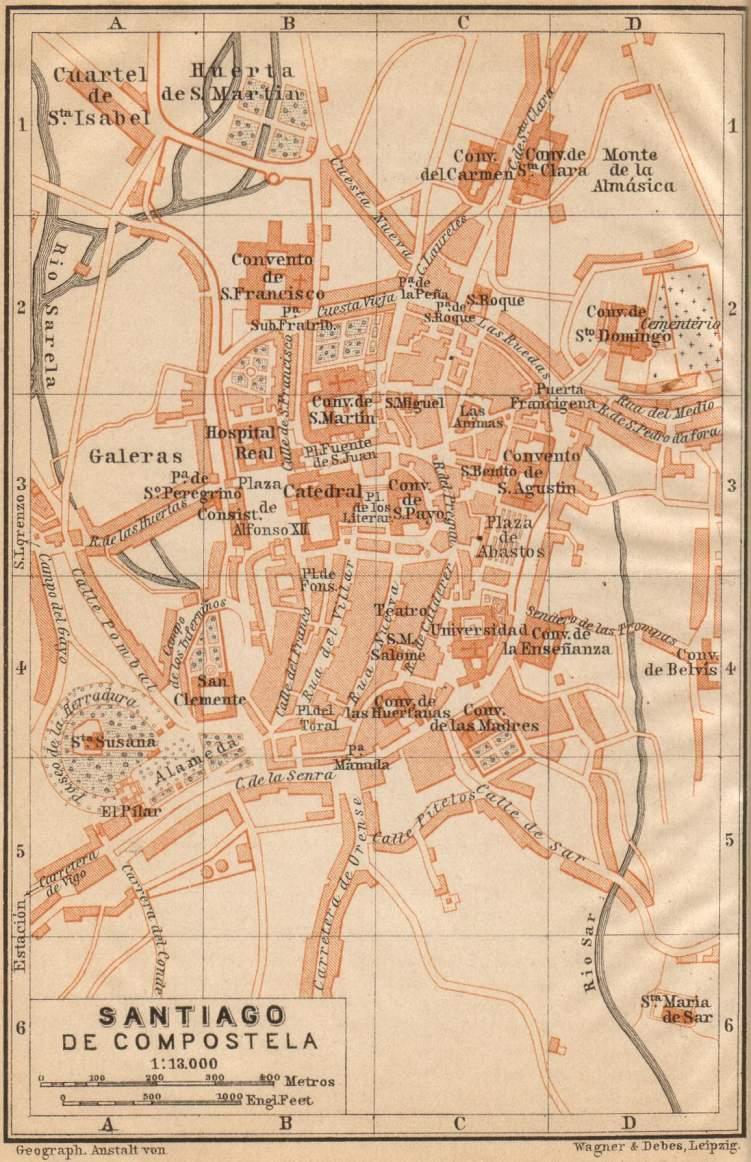
Plano de la ciudad en 1901

Es importante destacar la población estacional que se registra en la ciudad, principalmente impulsada por estudiantes universitarios, turistas y trabajadores.

### Comarca de Santiago
La población total de la comarca de Santiago es de 172.501 habitantes en 2024, con Santiago de Compostela como su principal núcleo urbano y centro de servicios, seguido de Ames y otros municipios cercanos. Abarca una superficie de aproximadamente 700 km² y está formada por 9 municipios: Santiago de Compostela, Ames, Boqueixón, O Pino, Teo, Vedra, Trazo, Val do Dubra y Oroso. 
La comarca está bien conectada a través de una extensa red de carreteras con el resto de Galicia. Además, los autobuses interurbanos desempeñan un papel crucial en la conectividad entre Santiago de Compostela y los municipios de su comarca, facilitando el desplazamiento de residentes y visitantes que necesitan acceder a la ciudad desde las localidades cercanas o viceversa. Estos autobuses interurbanos suelen partir de la Estación Intermodal de Santiago, ubicada cerca del centro de la ciudad, lo que garantiza un fácil acceso para quienes deben trasladarse hacia la capital. Además, la estación está convenientemente conectada con otros medios de transporte, como el tren y el transporte urbano, mejorando así la movilidad de los viajeros.

### Área metropolitana
La capitalidad de Santiago de Compostela y su crecimiento como destino turístico han impulsado el desarrollo de la ciudad y su área urbana. En la última década, se ha producido un proceso de densificación urbana que ha desplazado el crecimiento hacia los municipios cercanos, mientras que la población de la ciudad se ha mantenido estancada. Esto ha provocado un rápido y desordenado desarrollo urbano con la transformación de espacios rurales en áreas urbanizadas con la creación de ciudades dormitorio como O Milladoiro, Bertamiráns, Cacheiras o Sigüeiro. 
Los altos precios de la vivienda en Santiago han impulsado un éxodo de población hacia los municipios limítrofes, destacando Ames como uno de los que experimenta un mayor aumento de población en Galicia. Este fenómeno subraya la importancia de considerar el concepto de área metropolitana para Santiago, ya que se estima que cada día entran en la ciudad el doble de habitantes que los residentes permanentes. Este crecimiento descontrolado ha provocado problemas en la adecuación de infraestructuras y la sostenibilidad, lo que hace necesaria la planificación territorial de los municipios cercanos a través de un Plan Territorial Integrado que aborde sus necesidades específicas.

## Transporte y comunicaciones

### Carreteras
| Zona urbana Centro histórico Edificio de interés Zona verde | Carretera principal Carretera secundaria Carretera nacional Ferrocarril |

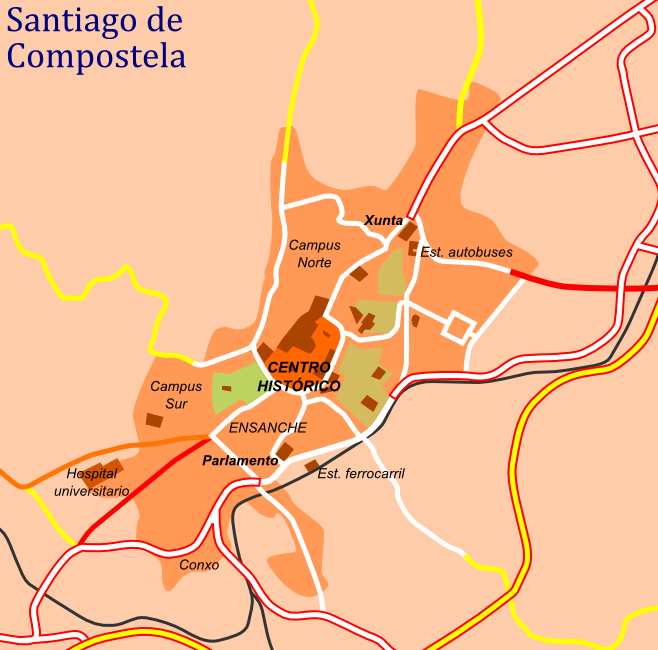
Plano esquemático de la ciudad, con las principales vías de acceso y comunicación.
Zona urbana
Centro histórico
Edificio de interés
Zona verde
Carretera principal
Carretera secundaria
Carretera nacional
Ferrocarril

Santiago de Compostela es el principal nudo de comunicaciones de Galicia. Por carretera, la ciudad se encuentra comunicada por vías convencionales y de alta capacidad (autopistas, autovías y corredores) con el resto de las ciudades gallegas y con los principales núcleos urbanos de su área metropolitana.
Los problemas de tráfico han sido una constante en la ciudad, donde recientemente se acometieron reformas en diversos puntos estratégicos, siendo especialmente destacable la creación del túnel del Hórreo en el periférico SC-20 a la altura de Galuresa, cuya ejecución resultó especialmente complicada al ser uno de los puntos de mayor tráfico urbano, debido a su carácter céntrico. En 2008 se finalizaron las autovías AG-54 Y AG-56, de carácter marcadamente metropolitano, y que conectan la ciudad con importantes núcleos de población como Cacheiras, Bertamiráns o Brión. 
Esto ha supuesto un pequeño alivio para las carreteras comarcales (reconvertidas actualmente en travesías urbanas) colapsadas en las horas punta, pero ha saturado todavía más el periférico SC-20 y la circunvalación de la ciudad a través de la AP-9. Esta última ha sido ampliada recientemente a su paso por Santiago para lograr una reducción de la congestión que se ha ido acumulando en las entradas y salidas de la ciudad, facilitando un tránsito más fluido tanto para los vehículos locales como para los de paso.
| Numeración | Nombre                                                     | Itinerario                                                                       |
| ---------- | ---------------------------------------------------------- | -------------------------------------------------------------------------------- |
| AP-9       | Autopista del Atántico                                     | La Coruña/Ferrol - Santiago - Pontevedra - Vigo - Tuy                            |
| AP-53      | Autopista Central de Galicia                               | Santiago - Lalín - Ourense                                                       |
| AG-56      | Autovía Santiago - Brión                                   | Santiago - Brión                                                                 |
| A-54       | Autovía Lugo - Santiago                                    | Lugo - Palas de Rey - Melide - Arzúa - Santiago                                  |
| SC-11      | Avenida Santiago de Cuba                                   | Cornes - O Castiñeiriño - Eixo                                                   |
| SC-20      | Periférico Santiago de Compostela                          | Pol. Industriales - Amio - San Lázaro - Fontiñas - Ensanche - Conxo - Milladoiro |
| SC-21      | Acceso aeropuerto                                          | AC-250 A-54 San Payo - Aeropuerto Rosalía de Castro-Lavacolla                    |
| SC-30      | Enlace Orbital                                             | A-54 - AP-9 - Polígono de A Sionlla                                              |
| N-550      | La Coruña - Santiago - Pontevedra - Vigo - Tuy             | La Coruña - Santiago - Pontevedra - Vigo - Tuy                                   |
| N-525      | Benavente - Puebla de Sanabria - Verín - Orense - Santiago | Benavente - Puebla de Sanabria - Verín - Orense - Santiago                       |
| N-634      | Santiago - Baamonde - Mondoñedo - Ribadeo - Oviedo         | Santiago - Baamonde - Mondoñedo - Ribadeo - Oviedo                               |
| AC-261     | Santiago - O Forte                                         | Santiago - O Forte                                                               |
| AC-543     | Santiago - Noia                                            | Santiago - Noia                                                                  |
| AC-841     | Santiago - A Estrada                                       | Santiago - A Estrada                                                             |

### Transporte urbano
Tussa, una empresa municipal, gestiona en régimen de concesión el transporte urbano de la ciudad. Cuenta con 23 líneas de autobuses que prestan servicio a la ciudad y alrededores. Tiene también un sistema de transporte metropolitano que permite conectar con las ciudades dormitorio del área, subvencionado por la Junta de Galicia.
| Línea      | Nº línea | Trayecto                                                                          | Número de usuarios (2023) |
| ---------- | -------- | --------------------------------------------------------------------------------- | ------------------------- |
| Urbana     | 1        | Cementerio de Boisaca - Hospital Clínico                                          | 1.069.520                 |
| Urbana     | 4        | Romaño - As Cancelas                                                              | 388.311                   |
| Urbana     | 5        | Vite - Conxo - Rocha                                                              | 817.970                   |
| Urbana     | 6        | San Marcos - Os Tilos                                                             | 1.952.044                 |
| Urbana     | 6A       | Aeropuerto - Estación Intermodal                                                  | 1.952.044                 |
| Urbana     | 7        | Rúa Valle Inclán - Sar - Aríns                                                    | 164.458                   |
| Urbana     | 8        | Tanatorio de Boisaca - Guadalupe - Rúa da Senra - Vidán                           | 253.084                   |
| Urbana     | 9        | Praza de Galicia - Viso - Multiusos Fontes do Sar - Cidade da Cultura             | 78.475                    |
| Urbana     | 12       | Os Tilos - Estación Intermodal - Hospital Clínico - Hospital Provincial           | 64.677                    |
| Urbana     | 13       | Belvís - Praza de Galicia - Rúa Xeneral Pardiñas                                  | 54.311                    |
| Urbana     | 15       | Campus Norte - Praza de Galicia - Campus Sur                                      | 375.950                   |
| Circular   | C2       | San Caetano - Fontiñas - Antigua Estación - Hospitales - Vite - San Caetano       | 241.523                   |
| Circular   | C4       | San Caetano - Vite - Hospitales - Antigua Estación - Fontiñas - San Caetano       | 227.047                   |
| Circular   | C5       | Pol. Costa Vella - Amio - Praza de Galicia - Paxonal - Amio - Pol. Costa Vella    | 129.890                   |
| Circular   | C6       | Pol. Costa Vella - Amio - Paxonal - Estación Intermodal - Amio - Pol. Costa Vella | 129.773                   |
| Circular   | C11      | Circular de Fontiñas                                                              | 1.168.917                 |
| Periférica | P1       | Praza de Galicia - Figueiras - Folgoso                                            | 87.554                    |
| Periférica | P2       | San Caetano - Rúa da Senra - Laraño                                               | 52.146                    |
| Periférica | P3       | Rúa Valle Inclán - Santa Lucía - Pajuela                                          | 193.946                   |
| Periférica | P4       | Praza de Galicia - A Sionlla                                                      | 6.594                     |
| Periférica | P6       | Rúa da Rosa - Polígono do Tambre                                                  | 32.516                    |
| Periférica | P7       | Senra - Pardaces - Peregrina - Grixoa                                             | 17.859                    |
| Periférica | P8       | Rúa Valle Inclán - Roxos - Villestro - Reborido                                   | 42.500                    |
| Total      | Total    | Total                                                                             | 7.554.326                 |

### Estación Intermodal
La Estación Intermodal de Santiago de Compostela  es uno de los principales centros de transporte de la ciudad, ya que conecta diversos modos de transporte de manera eficiente, incluyendo autobuses, tren y taxis, facilitando el acceso y la movilidad tanto a los residentes como a los viajeros y turistas. La estación cuenta con modernas instalaciones que incluyen sala de espera, taquillas, acceso a internet y servicios para personas con movilidad reducida.
La estación de Santiago de Compostela dispone de servicios ferroviarios operados por Renfe que unen la ciudad con distintas poblaciones gallegas y de España. Se encuentra en servicio la línea de alta velocidad entre Madrid y Santiago. Trenes AVE y Alvia de rodadura desplazable unen Santiago con Madrid. Es la estación gallega con más afluencia de viajeros, con 4.370.826 viajeros en el año 2024.
El 24 de julio de 2013 tuvo lugar un accidente ferroviario en un punto cercano a la estación, causando un total de 79 muertos y 145 heridos.

### Aeropuerto
El aeropuerto de Santiago de Compostela se encuentra en Lavacolla, parroquia de Sabugueira, a unos 12 kilómetros del centro de la ciudad, y conectado a la misma mediante la autovía A-54. En octubre de 2011 fue inaugurada una nueva terminal que puede dar servicio a cuatro millones de pasajeros al año.
Con 3,6 millones de pasajeros en 2024, es el aeropuerto gallego con mayor número de viajeros, el segundo del norte de España tras Bilbao, y el 16.º de España.

## Economía
Actualmente la ciudad de Santiago basa su economía en varios sectores muy diversificados como la universidad, la sede administrativa del gobierno autónomo de Galicia, el turismo cultural y la industria, en especial la maderera (Finsa) y las telecomunicaciones, con la compañía RTVG y el grupo de empresas Telcor con Televés como estandarte. En cuanto a automoción destaca la empresa UROVESA situada en el polígono industrial del Tambre.
| Sector                         | Trabajadores | %    |
| ------------------------------ | ------------ | ---- |
| Agricultura, ganadería y pesca | 430          | 1    |
| Industria                      | 3011         | 7    |
| Construcción                   | 1849         | 4,3  |
| Servicios                      | 37 677       | 87,6 |
| Total                          | 43 010       | 100  |

En el año 2024, el número de personas desempleadas en Santiago de Compostela asciende a 3.767. De este total, el 54% corresponde a mujeres, lo que equivale a 2.028 mujeres, mientras que el 46% restante, es decir, 1.740 hombres, representa a la población masculina. En 2022, Santiago de Compostela ocupaba el tercer lugar en Galicia en cuanto a la renta disponible bruta por habitante, con 21.247 € por persona.

## Administración y política

### Gobierno municipal

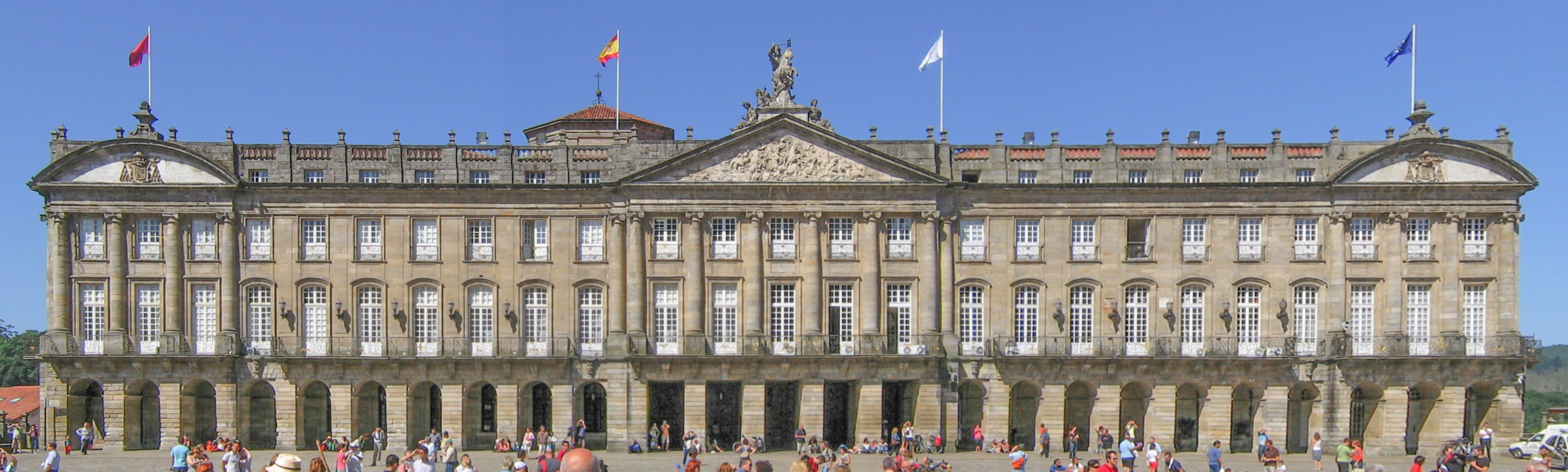
El Palacio de Rajoy, sede del ayuntamiento compostelano

Composición del Pleno Municipal a 18 de febrero de 2025

| Periodo   | Nombre                               | Partido | Partido                                         |
| --------- | ------------------------------------ | ------- | ----------------------------------------------- |
| 1979-1981 | José Antonio Souto Paz               |         | Unión de Centro Democrático (UCD)               |
| 1981-1983 | Marcial Castro Guerra                |         | Unión de Centro Democrático (UCD)               |
| 1983-1986 | Juan Andrés Parga Martín             |         | Partido dos Socialistas de Galicia (PSdeG-PSOE) |
| 1986-1987 | Ernesto Viéitez Cortizo              |         | Alianza Popular (AP)                            |
| 1987-1998 | Xerardo Estévez Fernández            |         | Partido dos Socialistas de Galicia (PSdeG-PSOE) |
| 1998-2011 | Xosé Antonio Sánchez Bugallo         |         | Partido dos Socialistas de Galicia (PSdeG-PSOE) |
| 2011-2012 | Gerardo Conde Roa                    |         | Partido Popular de Galicia (PPdeG)              |
| 2012-2014 | Ángel Currás Fernández               |         | Partido Popular de Galicia (PPdeG)              |
| 2014-2015 | Agustín Hernández Fernández de Rojas |         | Partido Popular de Galicia (PPdeG)              |
| 2015-2019 | Martiño Noriega Sánchez              |         | Compostela Aberta (CA)                          |
| 2019-2023 | Xosé Antonio Sánchez Bugallo         |         | Partido dos Socialistas de Galicia (PSdeG-PSOE) |
| 2023-act. | Goretti Sanmartín Rei                |         | Bloque Nacionalista Galego (BNG)                |

| Partido político                                | 2023  | 2023   | 2023       | 2019  | 2019   | 2019       | 2015  | 2015   | 2015       | 2011  | 2011   | 2011       | 2007  | 2007   | 2007       |
| Partido político                                | %     | Votos  | Concejales | %     | Votos  | Concejales | %     | Votos  | Concejales | %     | Votos  | Concejales | %     | Votos  | Concejales |
| Partido Popular de Galicia (PPdeG)              | 37,70 | 18 294 | 11         | 29,18 | 15 262 | 8          | 33,61 | 15 869 | 9          | 43,27 | 20 787 | 13         | 39,01 | 18 664 | 11         |
| Bloque Nacionalista Galego (BNG)                | 23,55 | 11 428 | 6          | 9,31  | 4870   | 2          | 6,94  | 3277   | 2          | 13,30 | 6389   | 3          | 16,45 | 7871   | 4          |
| Partido dos Socialistas de Galicia (PSdeG-PSOE) | 21,66 | 10 513 | 6          | 34,70 | 18 150 | 10         | 14,65 | 6919   | 4          | 30,97 | 14 876 | 9          | 38,19 | 18 270 | 10         |
| Compostela Aberta (CA)                          | 9,16  | 4446   | 2          | 20,36 | 10 651 | 5          | 34,58 | 16 327 | 10         | —     | —      | —          | —     | —      | —          |

### Organización territorial

División territorial

Según el INE, el municipio está formado por la localidad de Santiago de Compostela y 27 parroquias:
- Arines[38]
- Bando (Santa Eulalia).
- Barciela[38] (San Andrés)[39]
- Berdía[38]
- Busto (San Pedro).
- Carballal[38]
- Castiñeiriño[40]
- Cesar (Santa María)
- Conxo (Santa María)
- Eixo[38]
- Enfesta[38]
- Fecha (San Juan)[38]
- Figueiras (Santa María)
- Grijoa[38]
- Laraño (San Martiño)
- Marantes (San Vicente)
- Marrozos (Santa María)
- Nemenzo (Santa Cristina)
- Sabugueira (San Paio)
- Santa Cristina de Fecha (Santa Cristina)
- Santiago (Divino Salvador de Vidán)
- Santiago (Santa María Peregrina)[38]
- Santiago (San Cayetano)[41]
- Santiago[42] (San Fructuoso de Fora o San Fructuoso de Afora)
- Santiago[43] (San Lázaro)
- Santiago[44] (San Xoán de Fora o San Xoán de Afora)
- Villestro (Santa María).

## Cultura

### Patrimonio
En 1985 la ciudad vieja de Santiago de Compostela fue elegida entre los Lugares Patrimonio de la Humanidad por la Unesco, según la página web de esta organización: 

Este famoso lugar de peregrinación en el noroeste de España se convirtió en un símbolo en la lucha de los cristianos españoles contra el Islam. Destruida por los musulmanes a finales del siglo X, fue completamente reconstruida en el siglo siguiente. Con sus edificios románicos, góticos y barrocos, la ciudad vieja de Santiago es una de las más hermosas zonas urbanas del mundo. Los monumentos más antiguos se agrupan alrededor de la tumba de Santiago y la catedral, que contiene el notable Pórtico de la Gloria considerado la obra culminante de la escultura románica.

Una de los elementos arquitectónicos más característicos de la ciudad vieja de Santiago son sus soportales, visibles en la rúa do Vilar y en la rúa Nova. Es curioso que durante el siglo XIX y principios del XX estos elementos, de acuerdo con las normas municipales, debían ser eliminados -por razones de higiene pública- cuando se hiciese alguna reforma en la vivienda que los tenía, para ampliar las calles. Así, hoy día la rúa do Franco, la tercera de las tres que confluyen en la catedral, carece de estos elementos. Pero en el primer tercio del siglo XX el concepto de patrimonio, que hasta entonces comprendía únicamente construcciones civiles, militares o religiosas de gran porte, fue ampliándose a elementos de la arquitectura popular como los hórreos rurales o los soportales urbanos. En 1937 Fermín Zelada Varela, farmacéutico, presidente de la comisión de Fomento (Urbanismo) del ayuntamiento, tras solicitar varios informes a arquitectos en ejercicio, propuso al pleno municipal la derogación de la norma decimonónica que obligada a la destrucción de las arcadas, que hoy persisten y son una de las señas más características de la ciudad.

#### Plaza del Obradoiro
La plaza del Obradoiro es el corazón de Santiago de Compostela, su nombre hace alusión al taller u obrador de canteros que funcionaba en la parte posterior de la catedral durante su construcción. A ella llegan cada día hoy cientos de peregrinos. En el centro de esta bella plaza se encuentra el kilómetro 0 de todos los caminos a Santiago. Los edificios que la rodean son muestras de diferentes estilos arquitectónicos. Al este, la fachada barroca de la catedral flanqueada por el museo de la catedral a su derecha y el palacio de Gelmírez a su izquierda.
Al oeste de la plaza, se encuentra el palacio de Rajoy, hoy casa consistorial (además de otros usos), levantado por el arzobispo Bartolomé de Rajoy para dar cabida a la residencia de los canónigos. Al norte, el hostal de los Reyes Católicos, obra cumbre del estilo plateresco que servía antiguamente de cobijo a los peregrinos. Al sur, el colegio de San Jerónimo, que pasó de ser un hospital de peregrinos a una residencia de jóvenes estudiantes sin recursos. Actualmente alberga el rectorado de la Universidad de Santiago de Compostela.

#### Catedral

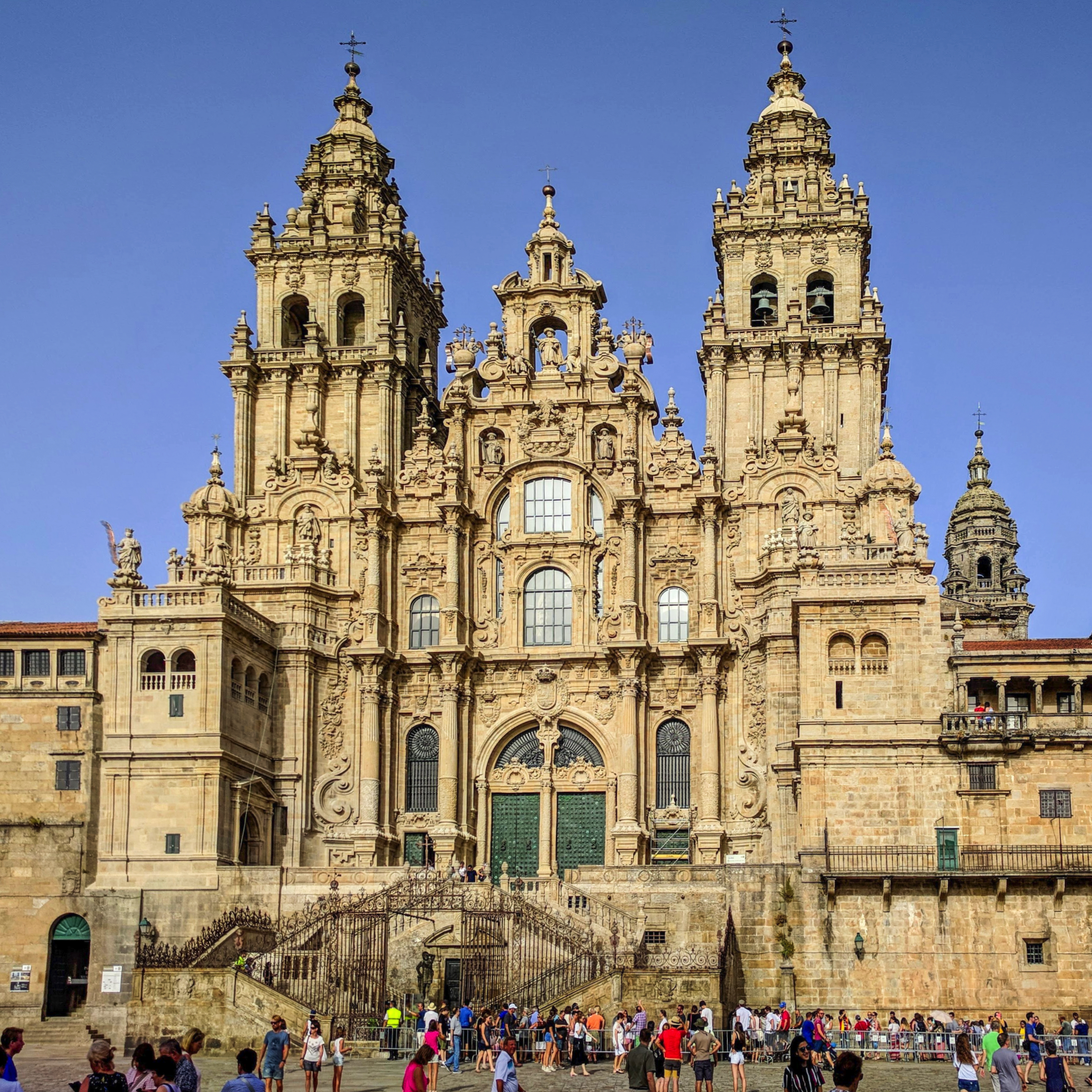
Catedral de Santiago

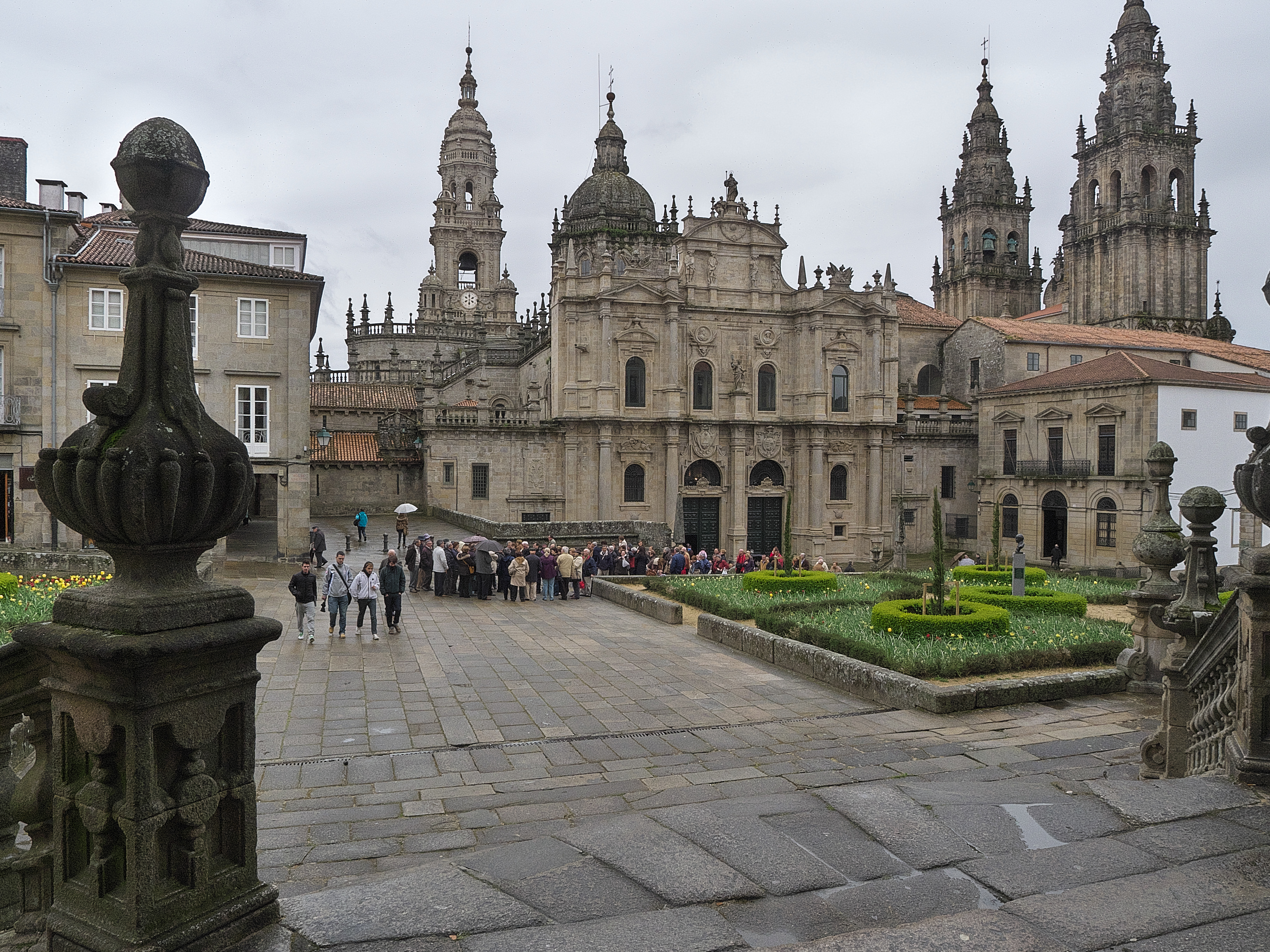
Fachada posterior de la catedral

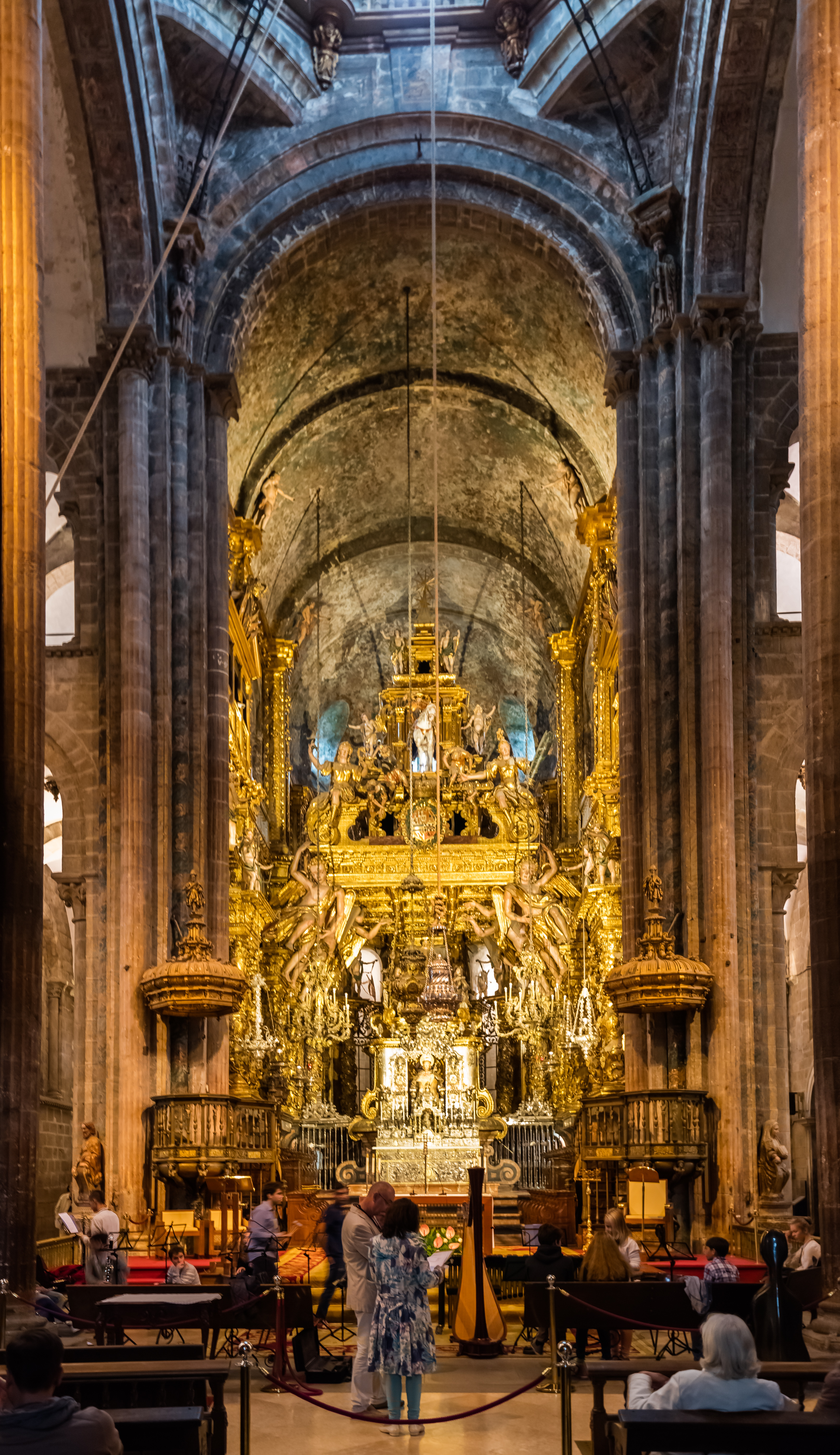
Nave principal de la catedral

La fachada oeste de la catedral, conocida como fachada del Obradoiro, es barroca, del siglo XVIII, obra del arquitecto compostelano Fernando de Casas Novoa. Se construyó para proteger de las inclemencias meteorológicas la antigua portada medieval, conservando parte de los elementos precedentes, como los cuerpos inferiores de las torres románicas, la escalinata de acceso desde la plaza (realizada por el arquitecto Ginés Martínez en el siglo XVII) y el remate superior de la torre derecha o de las campanas (realizado por el arquitecto José de la Peña de Toro en el siglo XVII) el cual fue reproducido por Casas Novoa para completar la torre izquierda o de la carraca. Arriba en el centro hay una estatua de Santiago, un nivel más abajo, las de sus dos discípulos, Atanasio y Teodoro; todos vestidos de peregrinos. En medio puede verse la urna y la estrella entre ángeles y nubes. En la torre de la derecha está la estatua de María Salomé, y en la de la izquierda, su esposo y padre de Santiago Zebedeo. Sobre la balaustrada, se ve a la izquierda a santa Susana y san Juan y a la derecha a santa Bárbara y Santiago el Menor. El edificio de la derecha del espectador es el claustro. El de la izquierda, el Palacio de Gelmírez, siglo XII.

#### Hostal de los Reyes Católicos
Originalmente fue un hospital que se construyó como consecuencia de la visita realizada por los Reyes Católicos a Santiago en 1486, para atender a los peregrinos que por la época recorrían el Camino de Santiago. Con todo, debe recordarse que la función principal de los hospitales en esa época era la de alojamiento, y no la sanitaria, que es una función más moderna. Con el tiempo, los Reyes Católicos ordenaron la construcción de una gran hospedería con la ayuda de las rentas recibidas en la victoria de Granada. Las obras duraron 10 años y los papas ofrecieron indulgencias a cuantos cooperasen. Es de estilo renacentista plateresco. En su fachada se puede ver lo siguiente:
- Izquierda de abajo arriba: Adán, Santa Catalina y San Juan el Apóstol.
- Derecha de abajo arriba: Eva, Santa Lucía y María Magdalena.
- Friso: Los 12 Apóstoles. En las enjutas: medallones de Isabel y Fernando.
- A la izquierda de la ventana central: Cristo, Santiago el mayor y San Pedro.
- A la derecha de la ventana central: Virgen con el Niño, San Juan Evangelista y San Pablo.
- En los pináculos de arriba: 6 ángeles con instrumentos musicales.

Dos grandes escudos flanquean la portada, con las armas de Castilla y a sus flancos, la cruz en un redondel que es el emblema del hospital. Rica cornisa de piedra con diferentes labores. En el interior puede visitarse la capilla que tiene una importante reja de entrada. Cuatro patios la rodean: dos renacentistas y dos barrocos.
Actualmente, sigue funcionando como Parador de Santiago.

#### Palacio de Rajoy

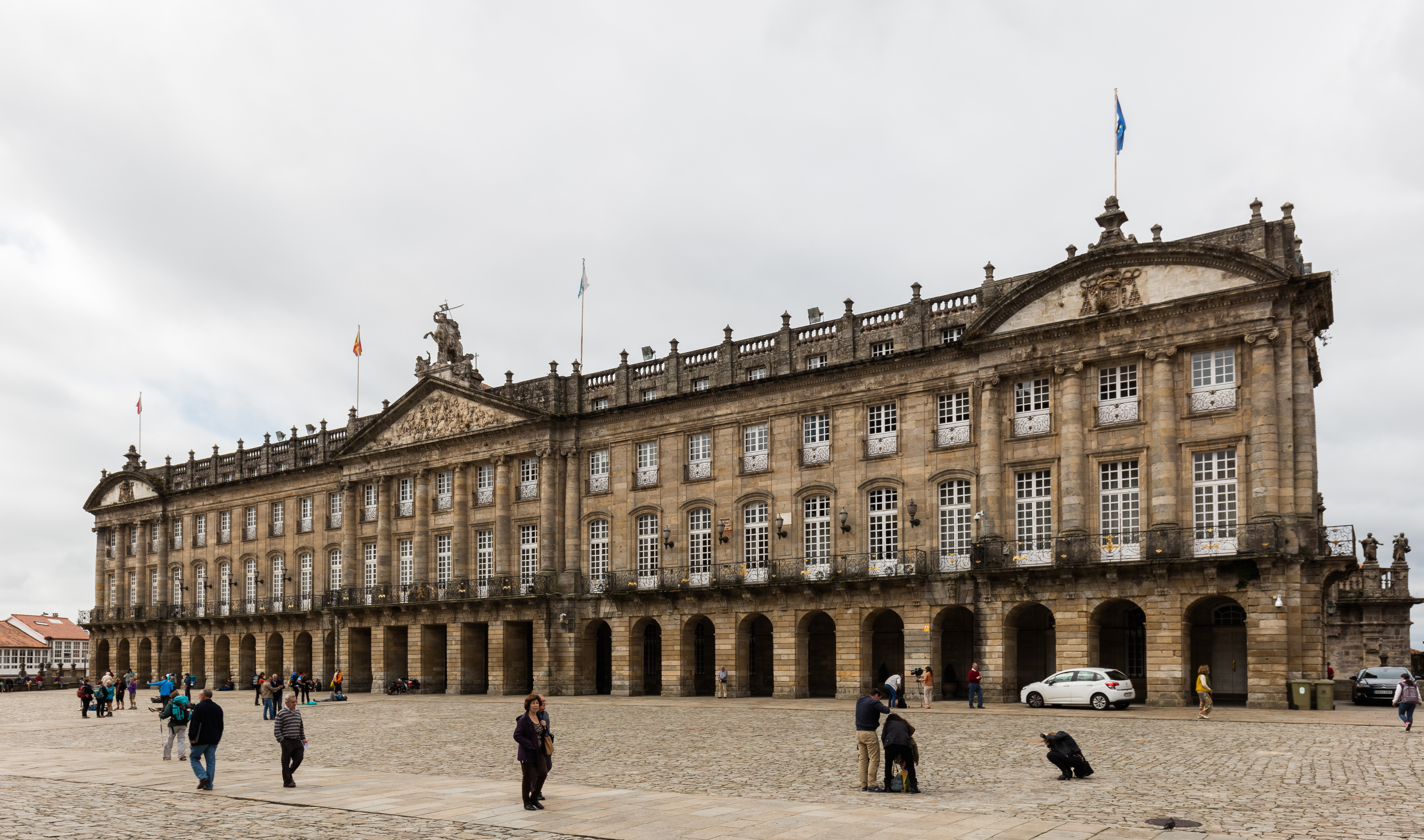
Fachada principal del Palacio de Rajoy, sede del Ayuntamiento de Santiago y de la Presidencia de la Junta de Galicia

El palacio de Rajoy es un edificio del siglo XVIII, que forma el cuarto lado que delimita el parvis del Obradoiro. Realmente se trata de una operación de rifascimento sobre varios volúmenes ya existentes cuya disposición no se ajustaba a la ordenación axial simétrica de la plaza presidida por la catedral. La obra fue mandada hacer por el arzobispo Bartolomé de Rajoy al arquitecto Carlos Lemaur bajo los cánones neoclásicos para varias funciones: Seminario de Confesores (eran los que atendían a los peregrinos en la catedral, y además eran lenguajeros porque hablaban varios idiomas), para residencia de los Niños del Coro de la Catedral, para Casa Consistorial, para cárcel.
Su fachada es simétrica, con un zócalo almohadillado porticado, pilastras de orden gigante a partir de la balconada de la planta noble, y cornisa cubierta en su tramo central por un frontón recto cuyos relieves reproducen la batalla de Clavijo, coronado por una estatua de Santiago Matamoros, y en los tramos laterales, por dos frontones curvos con los escudos del arzobispo inscritos.

#### Colegio de San Jerónimo

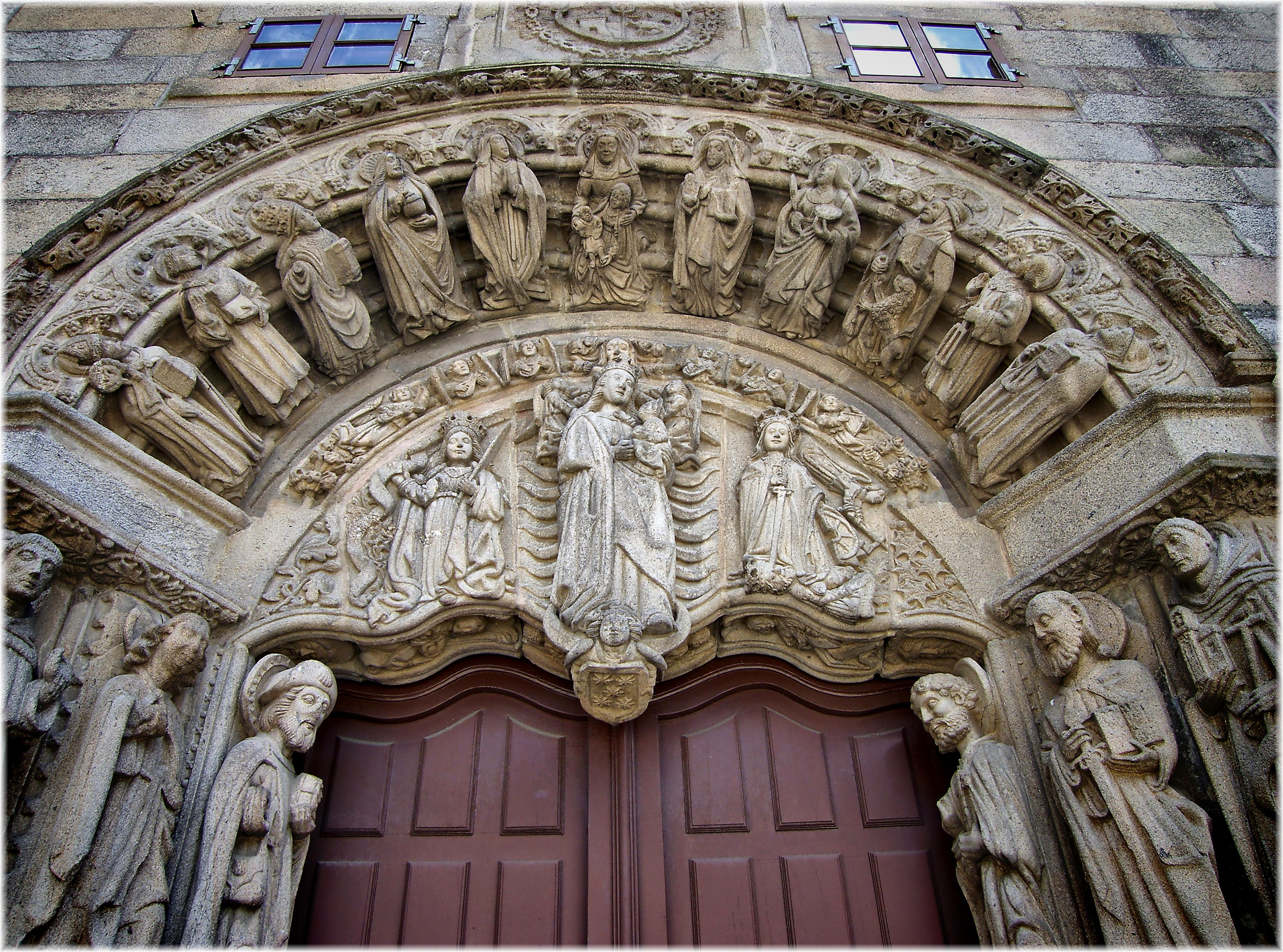
Portada del Colegio de San Jerónimo

El colegio de San Jerónimo acoge en la actualidad al rectorado de la Universidad de Santiago. Fue fundado por el arzobispo Alonso III de Fonseca en el siglo XVI para estudiantes pobres. La portada, románica, perteneció al antiguo Hospital de la Azabachería.
En la portada se puede ver:
- Izquierda: Santiago, San Juan y San Francisco.
- Derecha: San Pedro, San Pablo y San Mauro.[49] Sobre la arquivolta, el escudo del fundador.

#### Palacio de Gelmírez
El palacio de Gelmírez es un edificio de los siglos XII y XIII, es un monumento importante de la arquitectura civil románica. En el comedor los nervios de la bóveda descansan sobre unas ménsulas que, en conjunto, representan un banquete de la época. El palacio de Gelmírez tiene una gran cocina con su despensa. Los dos pisos superiores pertenecen al palacio arzobispal actual. Desde aquí, el arzobispo puede pasar directamente a la catedral.

#### Plaza de Abastos
Es el mercado de abastos de la ciudad, uno de los cinco más importantes de España, y segundo monumento más visitado de la ciudad. Está situado entre las iglesias de San Agustín y San Fiz de Solovio. El mercado actual data de 1941, y está edificado en el mismo emplazamiento que el anterior mercado, que era de 1870. En él se desarrolla una importante actividad en lo referente al producto fresco de Santiago y de la comarca.

#### Fachada norte de la catedral o de Azabachería
En el siglo XVII, tras un incendio, se desmanteló la antigua portada románica. Algunos relieves están hoy en la portada de Platerías. Se llamaba Puerta del Paraíso y por ella entraban los peregrinos. La fachada actual es del siglo XVIII comenzada en estilo Barroco por el arquitecto Lucas Ferro Caaveiro y rematada en estilo Neoclásico según directrices del académico Ventura Rodríguez. Destaca en la coronación la estatua de Santiago y dos reyes orantes: Alfonso III y Ordoño II de Asturias, a sus pies. En el centro se ve la estatua de la Fe.

#### Monasterio de San Martín Pinario

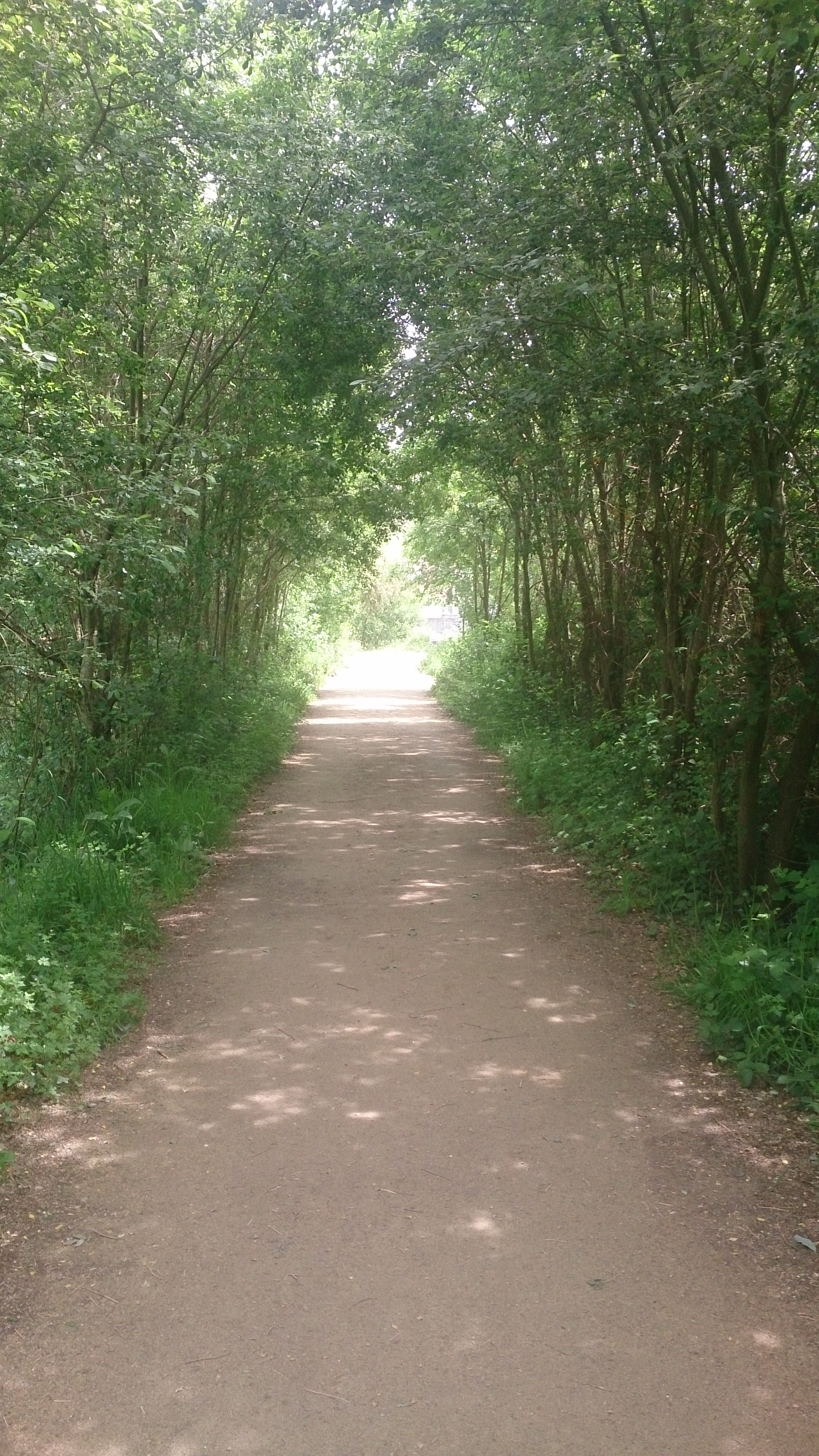
Sendero en zona de Brañas de Sar

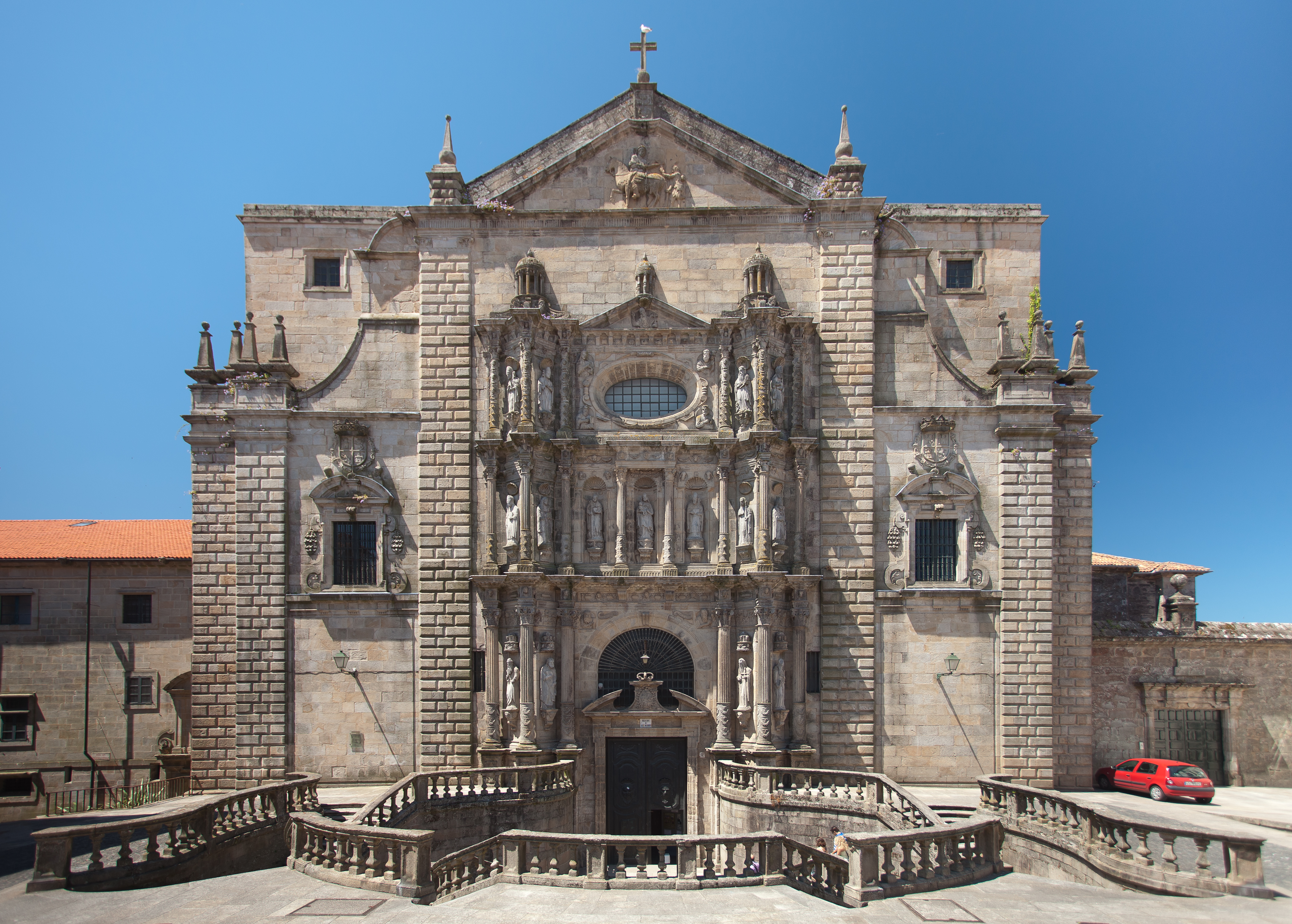
Iglesia del monasterio de San Martín Pinario

Convento benedictino originario del siglo XI. El edificio actual, de estilo barroco, es el monasterio de mayor tamaño de España después de San Lorenzo de El Escorial. Destacan en su interior el claustro mayor o procesional, así como la cúpula y el crucero de la iglesia conventual (ambos del siglo XVII, obras del arquitecto Bartolomé Fernández Lechuga). El presbiterio de la iglesia está presidido por el retablo más espectacular del barroco compostelano, proyectado por el arquitecto Fernando de Casas Novoa. En la fachada del monasterio, sobre la puerta de entrada enfrentada a la Azabachería, puede verse: san Benito, un balcón, escudo de España y arriba un grupo escultórico que representa a san Martín de Tours partiendo su capa. Desde la escalinata exterior de la fachada hay una bella perspectiva de la catedral: dos torres de la fachada del obradoiro, el cimborrio y la torre del reloj. Entre estas dos últimas se ve un piloncillo rematado por el Agnus dei que lleva sobre su lomo la Cruz de los Farrapos, que señala el lugar en el que se quemaban las ropas de los peregrinos que llegaban a la catedral.

#### Convento de San Francisco
San Francisco del Valle de Dios es un monasterio franciscano fundado a comienzos del siglo XIII situado en el casco viejo de Santiago de Compostela que fue declarado Monumento histórico artístico.

#### Plaza de la Quintana
Se llama también de los Literarios, en memoria del Batallón Literario, formado por los estudiantes compostelanos que combatieron contra Napoleón. Tiene dos niveles separados por una escalinata: Quintana de Mortos, que ocupa la parte inferior y Quintana de Vivos, la parte superior. Una quintana es una puerta o plaza delante del camposanto en donde se vendían víveres.

#### Casa de la Parra
Está en la Quintana de Vivos y es del siglo XVII, obra del arquitecto Domingo Antonio de Andrade. Debe su nombre al relieve de fachada que represente una vid. En el tejado destaca la característica chimenea compostelana de la época barroca.

#### Monasterio de San Paio de Antealtares
El inmenso convento de las Pelayas, de clausura, se construyó al mismo tiempo que la basílica de Santiago. Una lápida sobre su fachada a la Quintana recuerda a los Literarios. La calleja lateral de entrada a la iglesia del convento es la Vía Sacra. Tiene magníficos retablos barrocos y un órgano del siglo XVIII. Se celebran en ella conciertos de música barroca.

#### Casa canónica o de La Conga
Obra del arquitecto Domingo de Andrade. Situada en el lado sur de la plaza de la Quintana, enfrentada con la Casa de la Parra. Originalmente era vivienda de los canónigos de la catedral. Destaca en su composición la logia o soportal de planta baja y la chimenea en cubierta.

#### Fachada este de la catedral o de la Quintana
Es obra del arquitecto José de la Peña de Toro, a iniciativa del canónigo fabriquero José Vega y Verdugo, promotor de las reformas barrocas de catedral a mediados del siglo XVII. Tiene tres puertas, dos de ellas en la Quintana de Mortos y otra en la Quintana de Vivos. La Puerta Santa, aproximadamente en el centro de la plaza, (generalmente cerrada con una reja excepto en los años santos jubilares), fue una de las siete puertas menores y estuvo dedicada a San Payo, cuyo monasterio está justo enfrente. La función que tiene ahora data del siglo XVII. Sobre ella puede verse a Santiago y a sus costados a sus discípulos Teodoro y Atanasio. A ambos lados de la puerta están colocadas veinticuatro estatuas sedentes de apóstoles, patriarcas y profetas, todos ellos procedentes del coro románico construido por el Maestro Mateo en la nave central de la basílica y que fue deshecho en el siglo XVII. Por esta puerta se accede a un pequeño patio a cuyo fondo está la verdadera Puerta Santa por la que se entra a la girola del ábside. Se abre cada 31 de diciembre del año anterior al Santo. El privilegio del Año Santo data del siglo XII, mediante bula del papa Alejandro III. La segunda puerta de esta fachada es la llamada Puerta Real, por ser la puerta por la que los reyes de España hacían su entrada en la catedral. Sobre su dintel se ve el escudo real. La tercera puerta es la llamada puerta de los Abades o de la Corticela, situada ya en la denominada Quintana de Vivos.

#### Plaza de Platerías

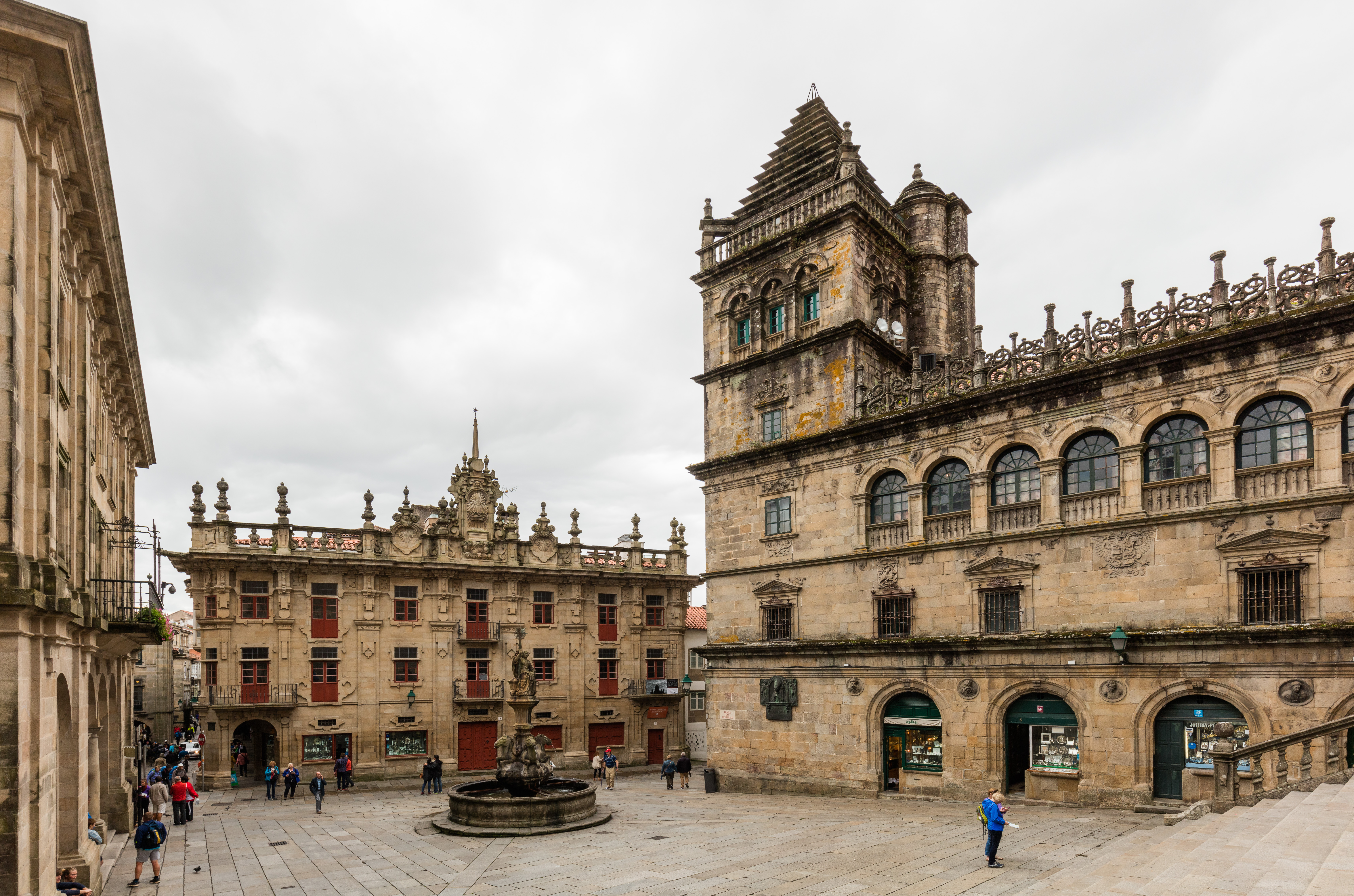
Plaza de Platerías

Está delimitada por la catedral y el claustro en dos de sus lados. Enfrentada a la catedral está la Casa del Cabildo y en el centro de la plaza destaca la fuente barroca denominada Fuente de los Caballos.

#### Fachada sur de Platerías
Tiene adosada a su derecha la torre del Reloj, cuyo cuerpo inferior es gótico, pero con añadidos superiores barrocos obra del arquitecto Domingo Antonio de Andrade. La fachada posee dos puertas románicas abocinadas con sendos rosetones en el orden superior. En el tímpano de la izquierda está representada la tentación de Jesús en el desierto, hay una mujer semidesnuda con calavera en el regazo. El tímpano de la derecha representa escenas de la pasión y la Adoración de los Reyes. En el friso central, el Salvador, Abraham y escenas varias. La disposición original de los elementos iconográficos quedó desvirtuada desde que en el siglo XVIII fueron alojadas aquí numerosas imágenes recuperadas de la desmantelada fachada de Azabachería. La jamba de la izquierda representa al rey David tocando la vihuela.

#### Fachada lateral del claustro
La fachada oeste del claustro, conocida como Fachada del Tesoro, es obra del arquitecto Rodrigo Gil de Hontañón. Destaca en su composición la crestería de remate superior y la torre de la esquina, inspirada en las imágenes del Mausoleo de Halicarnaso que se difundieron en el Renacimiento. A nivel de la calle hay dependencias para tiendas de platerías. Ornamentación: Santiago Matamoros en la Batalla de Clavijo, Escudo Real, la Traslación del cuerpo a España y el Sepulcro con la estrella. En la esquina de la fachada con la portada de Platerías, se añadió posteriormente en el siglo XVIII una gigantesca venera que sirve para sostener en voladizo la escalera que comunica el interior del templo con la primera planta del claustro.

#### Casa del Cabildo
Maravilla del barroco español del siglo XVIII, es obra del arquitecto Clemente Fernández Sarela. Se construyó como frente ornamental. Tiene muy poco fondo, aproximadamente 4 m. En el centro, sobre la cornisa, están otra vez la urna y la estrella. En las esquinas, dos gárgolas con forma de cañón. En la composición destaca la utilización del denominado Orden Compostelano, caracterizado por la interposición de cilindros entre el entablamento y los capiteles de la pilastras, detalle original del barroco santiagués.

#### Rúa do Franco
Calle de los vinos que va desde el edificio de Correos (originalmente central de teléfonos, sobre el solar en el que se levantó la Casa Grande del Cabildo) a la Porta Faxeira. Zona de bares, marisquerías y pulperías.

#### Rúa do Vilar

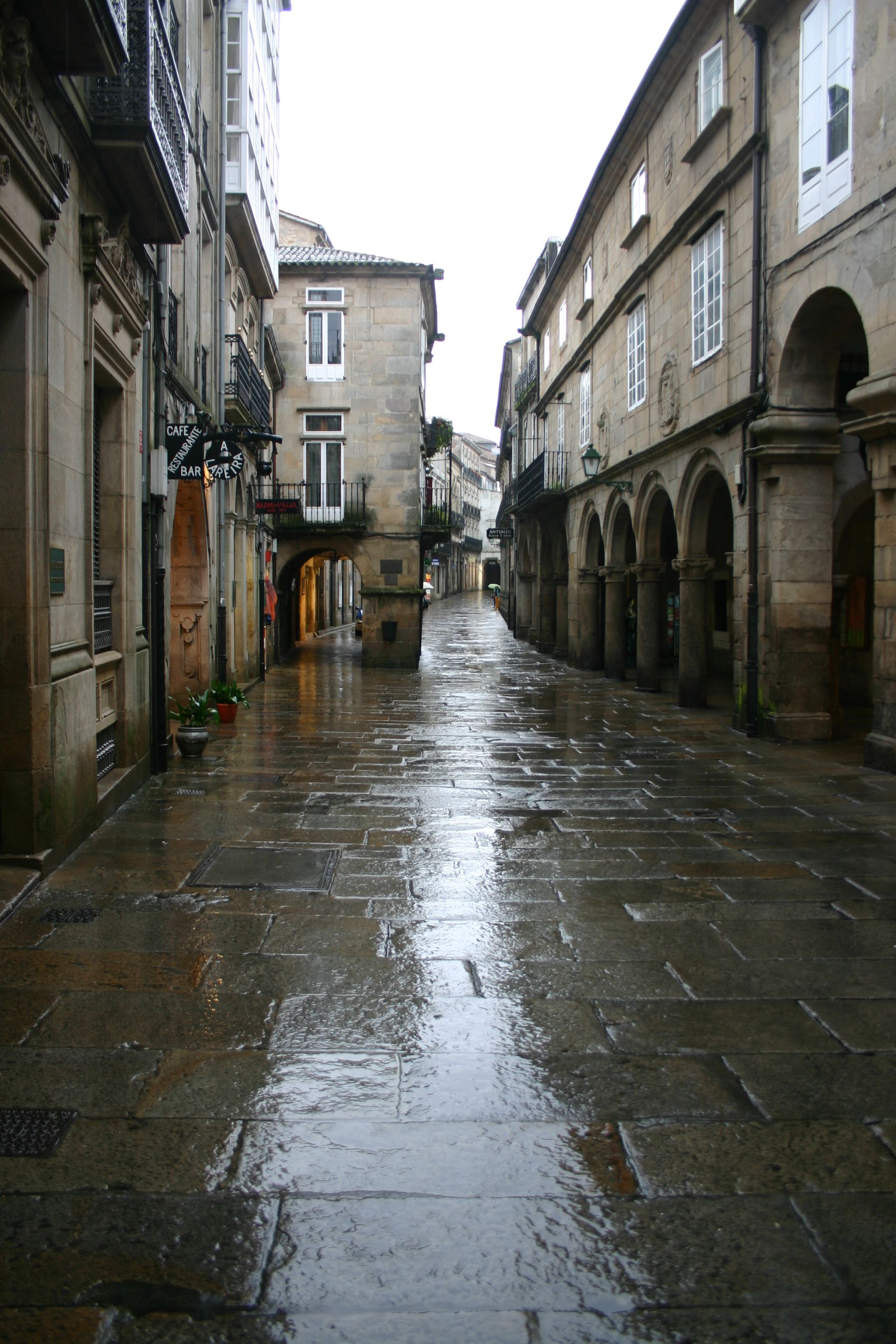
Calle del Villar

Conserva en su lado oeste (pares) el asoportalamiento original continuo mientras que en el lado contrario (impares) se encuentra porticada solo en algunos tramos. Las Ordenanzas de policía urbana de 1780 (redactadas por el arquitecto Miguel Ferro Caaveiro y vigentes durante todo el siglo XIX y principios del XX) obligaban a la supresión de soportales y voladizos en edificios nuevos, para ensanchar la calle y mejorar la higiene pública (ver cita 27). En los números 1 y 3 está la Casa del Deán, obra barroca del arquitecto Clemente Fernández Sarela, con fachada visible desde la Plaza de Platerías. Hacia la mitad de la calle (números 51-53) se encuentra la antigua sala de cine y de teatro Yago. En el n.º 59 se encuentra la Casa-pazo de Baamonde. A su derecha se encuentra el callejón de Entrerrúas (que comunica con la Rúa Nova). Al final de la calle se llega a la plaza del Toral, presidida por el palacio de los marqueses de Bendaña, del siglo XVIII (obra de Clemente Fernández Sarela). Sobre el escudo remata un Atlante con el Orbe sobre los hombros, y es la sede del Museo - Fundación Eugenio Granell.

#### Rúa Nova
En el n.º 21 se encuentra el teatro Principal, proyectado en el año 1841 por el arquitecto Prado y Valle. A mitad de la calle destaca la iglesia de Santa María Salomé, románica fundada en el siglo XII y reformada en el siglo XVIII con un campanario barroco. En el n.º 40, se encuentra el Pazo de Pedrosa. La Casa de la Balconada, aloja dependencias universitarias y posee un jardín abierto a la Calle de Gelmírez. En el n.º 44 se encuentra el solar donde estuvo el antiguo Colegio de los Irlandeses - Pazo de Ramirás (del siglo XVI). Al final, en los pares, comunicando con la Rúa del Villar, sale el callejón de Entrerrúas, donde hubo una herrería tradicional hasta hace menos de diez años.

#### Plaza del Toural
Plaza donde confluyen la Rúa Nova y la Rúa do Vilar. En ella se encuentra el pazo de Bendaña, antigua propiedad de los marqueses de Bendaña, y hoy sede de la fundación Granell.

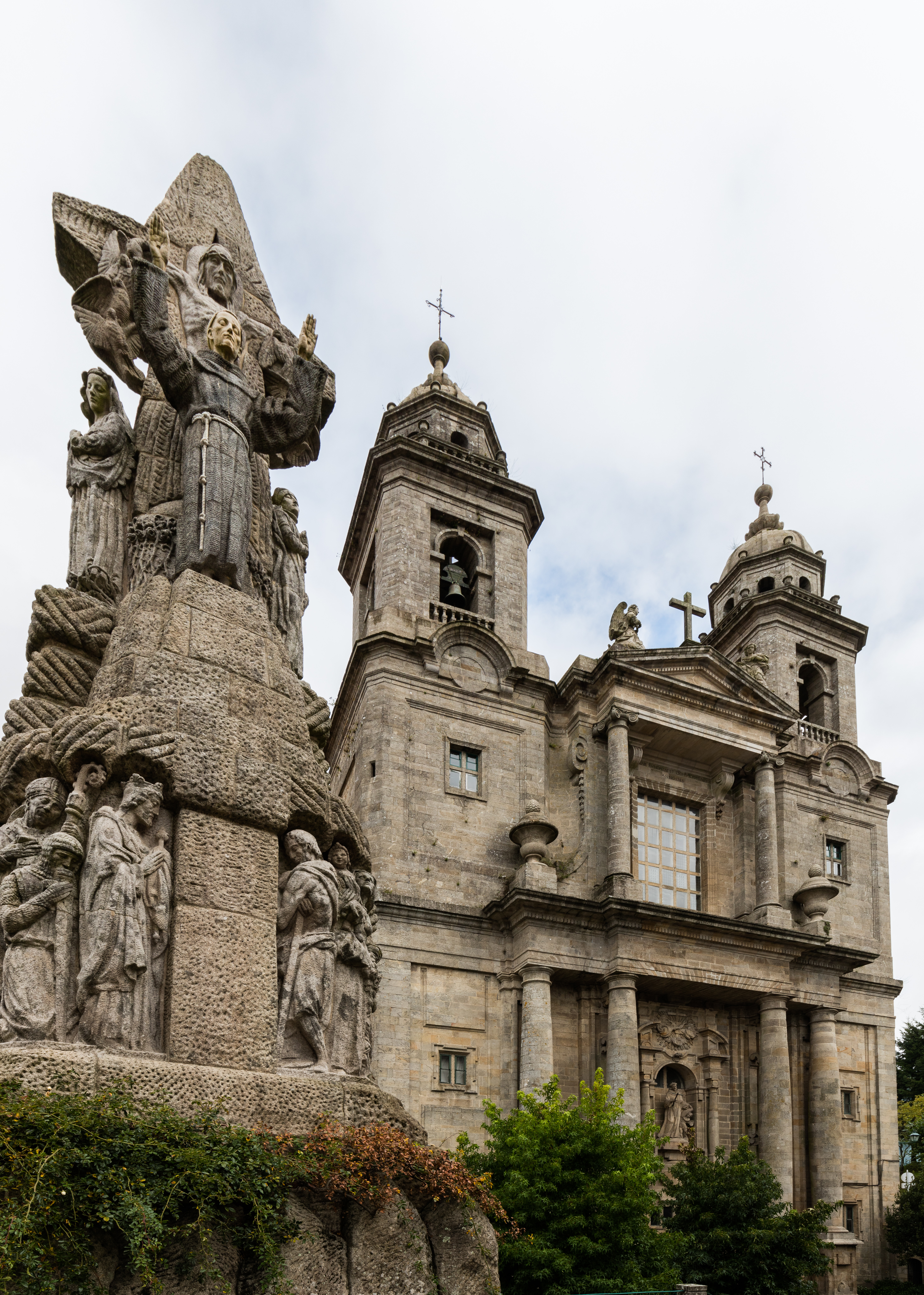
Monasterio de San Francisco

#### Rúa das Orfas/ Calle de las Huérfanas
Recibe su nombre del convento de Doncellas Huérfanas, del siglo XVII. Siguiendo la calle hasta la puerta de la Mámoa se llega a la plaza de Galicia, donde estaba el café Derby, fundado en 1929.

#### Calle de la Travesa
En ella se encuentra la iglesia de Santa María del Camino y junto a ella el callejón Sae se podes, conocida como la calle más estrecha de la ciudad.

#### Casa Pazo de Baamonde
Edificio del siglo XVIII, es la actual sede del Consorcio de Santiago. Destaca en su fachada un escudo situado en la planta superior y el llamador de la puerta de entrada principal en el soportal, obra del escultor Asorey.

#### Capilla de Ánimas
Situada en la Calle de Casas Reales (Rúa de Casas Reais). La construcción de la Capilla de la Cofradía General de Ánimas comenzó el 8 de abril de 1784, con planos del arquitecto Miguel Ferro Caaveiro y dirección de obra del maestro de obras Juan López Freire. Se celebró la consagración del nuevo templo, puesto bajo la advocación del Santísimo Cristo de la Misericordia, el 31 de agosto de 1788. La fachada se construyó en el cambio de siglo. Para la construcción del edificio, la Cofradía de Ánimas envió varios proyectos a la Academia de Bellas Artes de San Fernando, para ser sometidos a la censura del arquitecto Ventura Rodríguez.
El templo posee una tipología de planta rectangular, con nave única, tres capillas laterales a cada lado y presbiterio con capilla mayor rectangular, más estrecha que la nave.
En cuanto al concepto de altar y al planteamiento del programa iconográfico desarrollado en su conjunto, hay que decir, que responde a la advocación del Santo Cristo de la Misericordia, a la religiosidad de la cofradía y al ceremonial específico del Vía Crucis, celebrado cada domingo por la tarde en la Capilla General de Ánimas. Ideó este programa el arquitecto académico Melchor de Prado Mariño. Su realización, entre 1803-1814, se materializó en una serie de emotivos y catequizadores relieves en estuco venecia no policromado.
Con esta concepción, ligada a la de los Vía Crucis o, más bien, a la escenografía franciscana de las capillas de los Sacromontes europeos, se rompe con los altares gallegos de tradición barroca, presidios por retablos de madera policromada.
Los relieves de las Ánimas desarrollan el relato evangélico de la Pasión del Señor, concentrando en un espacio único el itinerario devocional, místico y catequizante del Vía Crucis de un Sacromonte.

#### Plaza de Mazarelos y Arco de Mazarelos
En esta plaza, también llamada del Instituto, está el único arco que queda de la muralla que rodeaba Santiago en la época en que se edificó la primitiva catedral románica (siglo XI). El Arco de Mazarelos es la puerta por donde entraba a la antigua urbe el vino procedente de la zona del Ribeiro, y en la actualidad es la entrada de los peregrinos que vienen haciendo el Camino de Santiago siguiendo la conocida como Ruta de la Plata, o Vía de la Plata. Da su paso a la plaza de Mazarelos, conocida como plaza del Instituto porque= en ella se halla el antiguo colegio universitario (hoy facultad de Filosofía, y antes de Filología), obra del arquitecto Simón Rodríguez del siglo XVIII. A su lado está la llamada Iglesia de la Universidad (anteriormente conocida como «de los Jesuitas»), en la actualidad centro de exposiciones de dicha institución y en la que se conserva un hermoso retablo barroco del mencionado arquitecto Simón Rodríguez, el pazo de Mazarelos (hoy Secretaría de Turismo de la Junta de Galicia), y la actual Facultad de Geografía e Historia (hasta hace unas décadas Facultad de Derecho y uno de los primeros lugares donde se situó la Universidad de Santiago), que cierra la plaza y parte de la calle del Castro.

### Museos

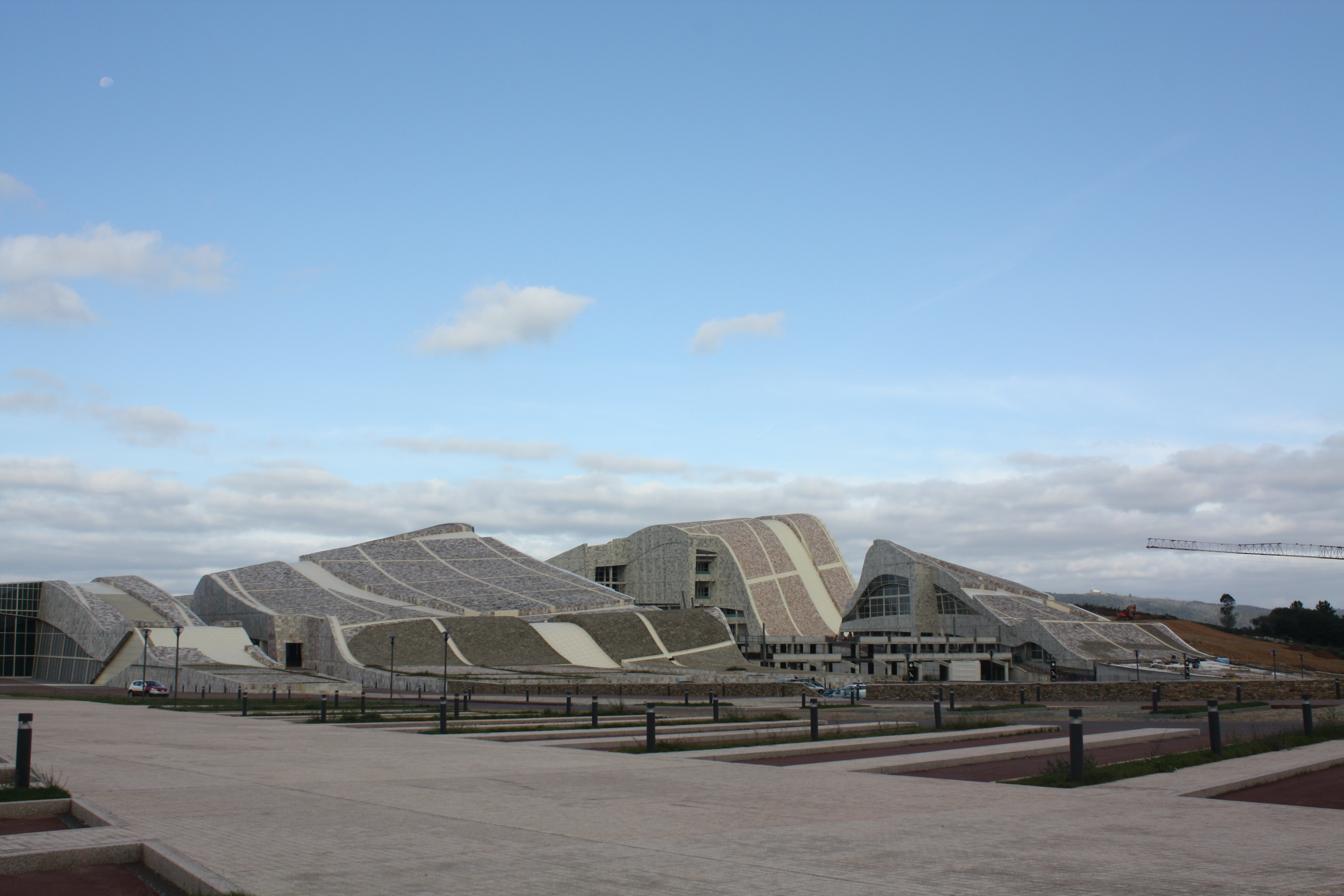
Ciudad de la Cultura de Galicia

- Ciudad de la Cultura de Galicia: diseñada por Peter Eisenman, conjunto de edificios situados en el monte Gaiás, en la zona este de la ciudad, que pretenden ser un referente arquitectónico en el Santiago del siglo XXI. Debido a su alto coste para las arcas autonómicas, su construcción se encuentra actualmente paralizada, estando concluidos cuatro de los seis edificios proyectados.
- Museo del Pueblo Gallego: el convento de Santo Domingo de Bonaval alberga este museo. Su colección permanente abarca diversos aspectos de oficios tradicionales, el mundo del mar, el campo, la indumentaria y la arquitectura popular. También dispone de secciones de arqueología, pintura y escultura gallega. Dirección: San Domingos de Bonaval.
- Centro Gallego de Arte Contemporáneo: museo diseñado por el arquitecto portugués Álvaro Siza. Alberga exposiciones de autores de prestigio internacional. Dirección: C/ Ramón Del Valle-Inclán s/n.

- Museo del Monasterio de San Martín Pinario
- Museo das Peregrinacións
- Museo Catedralicio
- Museo - Fundación Eugenio Granell
- Museo de Arte Sacra
- Museo de Terra Santa
- Museo da Colexiata do Sar
- Casa da Troia
- Museo Médico
- Museo Pedagóxico de Galicia (MUPEGA)
- Fundación Social Caixa Galicia
- Fundación Social Caixanova
- Museo de Historia Natural
- Fundación Eugenio Granell

### Zonas verdes, ríos y miradores
La ciudad cuenta con varios ríos, los principales son el Sar y el Sarela, adaptados en gran parte de su recorrido para poder caminar a través de ellos en donde se puede ver antiguas construcciones como molinos, pequeños puentes, canalizaciones... Las rutas del río Sar cuenta con 7 km y la del Sarela con 10 km de recorridos donde priman la naturaleza y la tranquilidad en el centro de la ciudad.
La ciudad cuenta con un gran patrimonio verde, en total, unos 5 millones de m² de parques y jardines de titularidad públicas, esto se traduce en 52 m² de zonas verdes por habitante, y unos 15 miradores donde se puede ver entre otros lugares de la ciudad, la catedral desde varios lados.
El modelo que siguió la ciudad no es un anillo verde que rodea la ciudad, Santiago literalmente es una ciudad jardín con parques grandes y pequeños, a las afueras y en el centro.

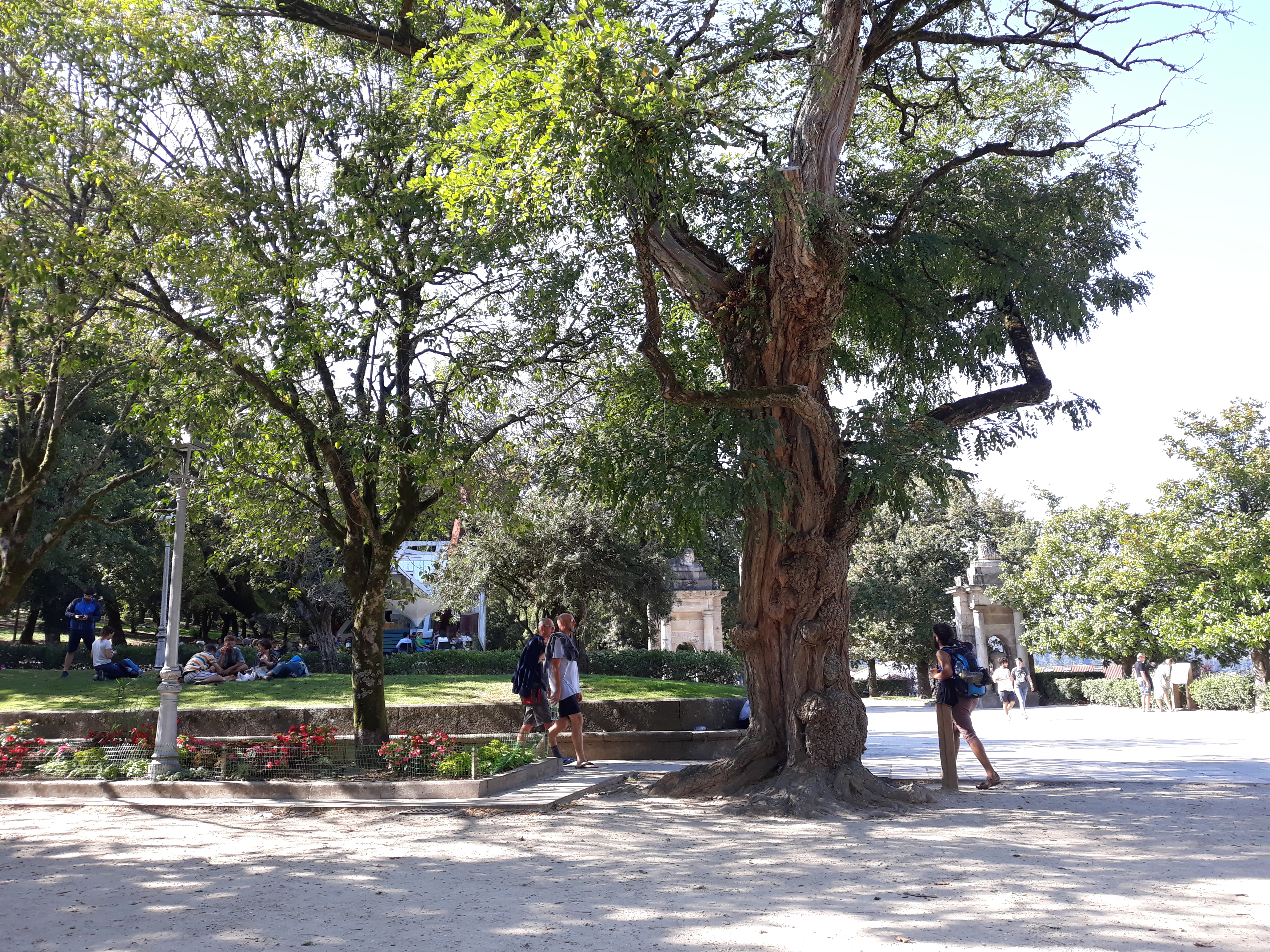
Parque de la Alameda
Tiene una superficie de 85 000 m2 y se sitúa entre la zona vieja de la ciudad y el nuevo ensanche. Además de las vistas a la zona monumental y a la catedral se pueden encontrar diferentes especies como el abeto del Cáucaso, el arce, el falso plátano, el castaño de indias, la araucaria, los cedros del Himalaya o el ciprés de Lawson entre otras muchas variedades. En él se encuentran diferentes estatuas como la de las dos Marías. En la cima del montículo que domina el parque, se ubica una iglesia dedicada a la mártir Santa Susana de Braga, de origen medieval, pero cuya actual fábrica se remonta a los siglos XVII y XVIII.
Parque de San Domingos de Bonaval

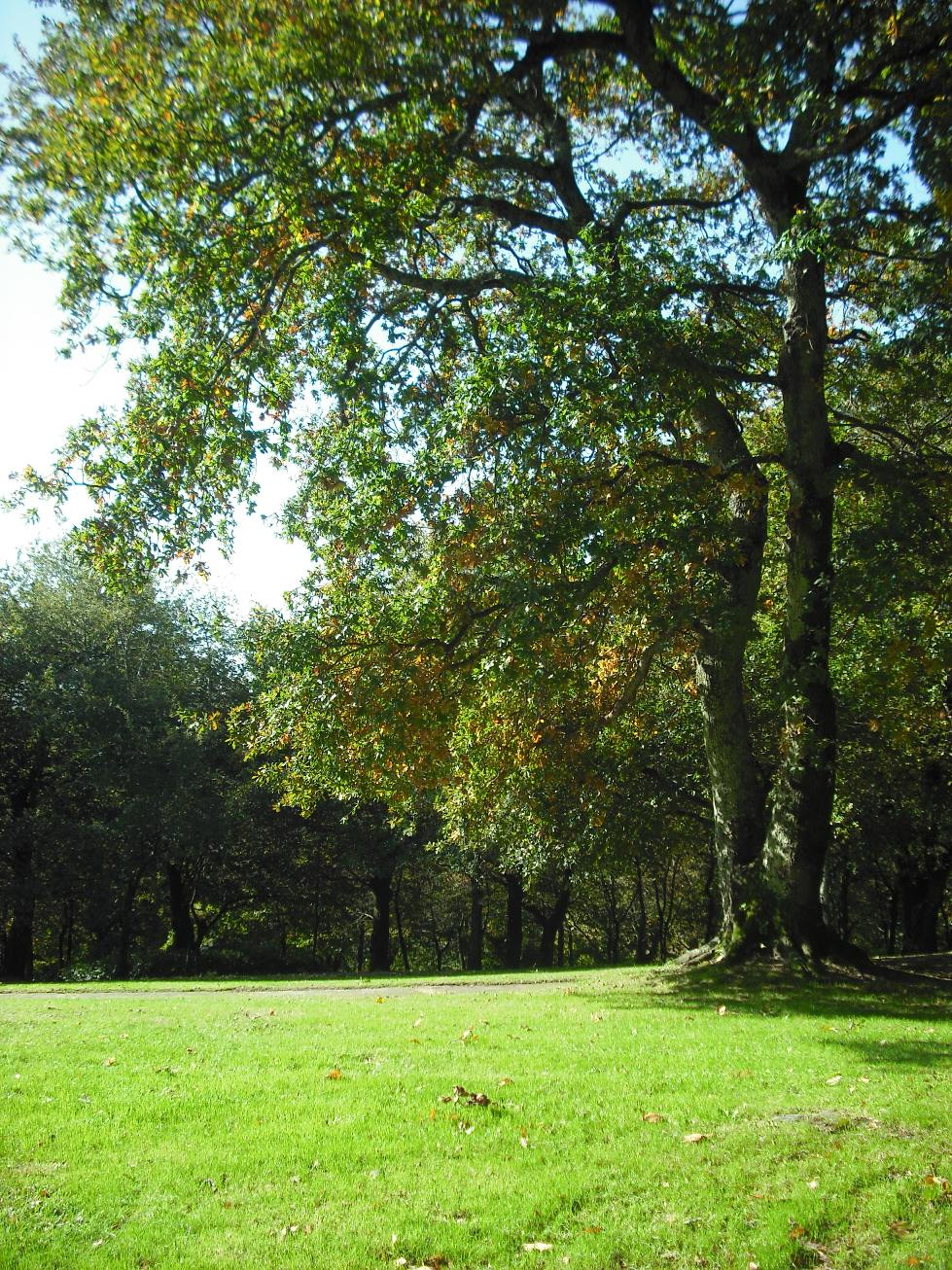
Robledo del parque de Bonaval

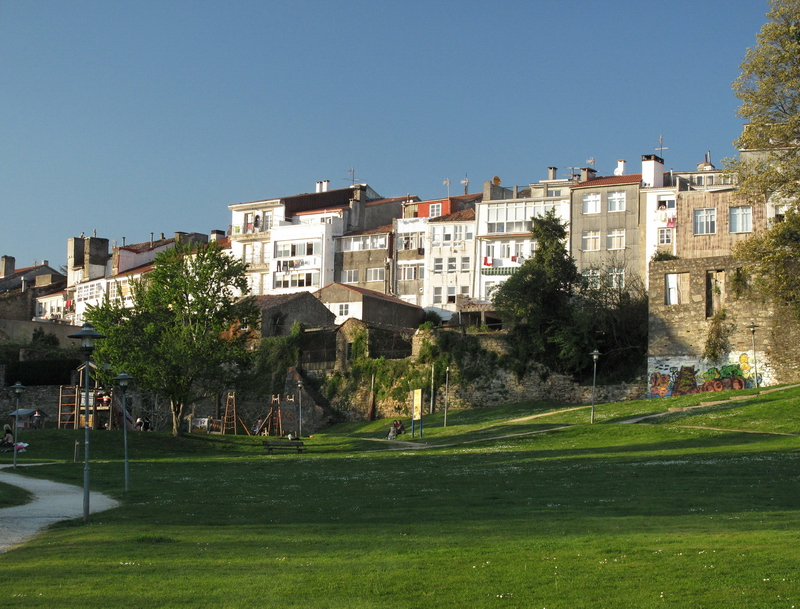
Parque de Belvís con el barrio de San Pedro de fondo

Es un parque creado en 1994 por la arquitecta gallega Isabel Aguirre y el portugués Álvaro Siza. Se caracteriza por su adaptación a la topografía y a los elementos preexistentes contando así con diferentes componentes como un robledal, una huerta y el antiguo cementerio. Cuenta con senderos y amplias zonas de césped en las que descansar además de fuentes, canales y estanques de agua. Su ubicación sobre un ladera ofrece también unas privilegiadas vistas sobre los tejados de la ciudad vieja con las torres de la catedral de Santiago de fondo.
Parque de Belvís
Con una superficie de más de 30 000 m2 constituye un espacio público compatible con usos deportivos, de ocio y cultura. Sirve como escenario de múltiples eventos y actividades culturales como pueden ser mercados, fiestas, ferias o conciertos. Existen más de 800 árboles de 45 especies diferentes tanto autóctonas como foráneas. En él se puede encontrar también un laberinto de camelias, áreas de juegos infantiles y huertas urbanas. En la parte alta del parque se encuentra un mirador en el que se puede observar gran parte de la ciudad.
Otros parques de la ciudad
- Parque de Eugenio Granell
- Parques de Pablo Iglesias y San Caetano
- Parque Música en Compostela
- Parque del Monte Almáciga
- Parque Carlomagno
- Parque de Gijón
- Parque de Fermín Bouza-Brey
- Parque de A Ponte Mantible

### Música
- Festival O Son do Camiño

### Deporte

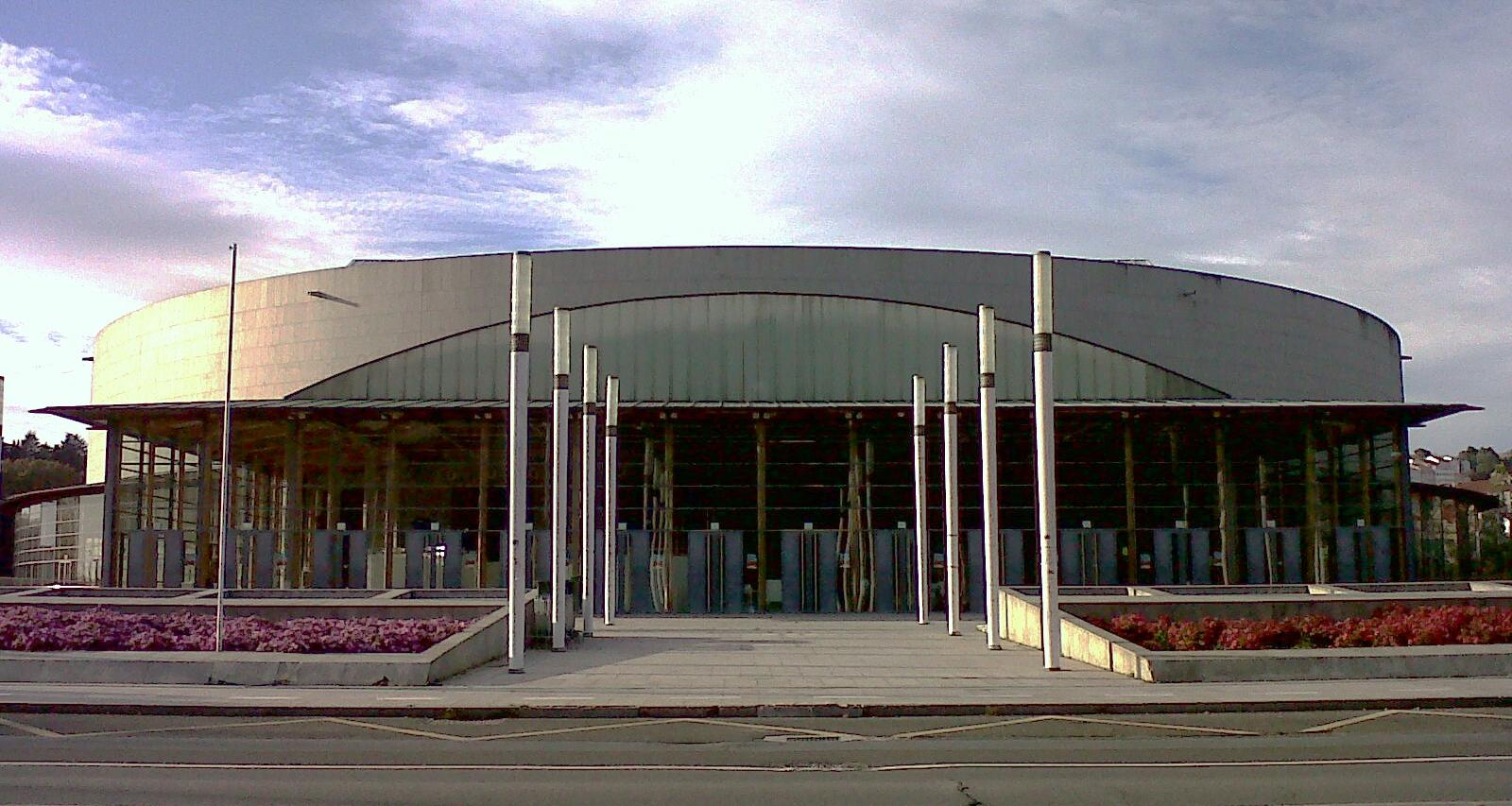
Multiusos Fontes do Sar

#### Instalaciones deportivas
- Estadio Verónica Boquete
- Multiusos Fontes do Sar

#### Equipos deportivos
- Obradoiro CAB (baloncesto)
- SD Compostela (fútbol)
- Santiago Futsal (fútbol sala)
- Santiago Black Ravens (fútbol americano)
- Club baloncesto Rosalía de Castro (baloncesto)
- Santiago Rugby Club (rugby)
- Club Balonmán Ribadosar (balonmano)
- Club Atletismo Santiago (atletismo)
- Estrela Vermelha FG (fútbol gaélico)
- Club Voleibol Santiago. CVS (voleibol)
- Club CBS os Tilos (béisbol)

#### Deportes de motor
En los deportes de motor destaca la Escudería Compostela que organiza desde 1985 el Rally Botafumeiro, prueba puntuable para el Campeonato de Galicia de Rally. También ha organizado pruebas como la Subida O Barreiro, Formula Rally Compostela 93, Slalom Cidade de Santiago y el Master de Galicia de Campeones.

### Capital Europea de la Cultura
| Predecesor: Weimar | Capital Europea de la Cultura junto con Aviñón Bergen Bolonia Bruselas Cracovia Helsinki Reikiavik Praga 2000 | Sucesor: Róterdam Oporto |

## Ciudades hermanadas
- Ciudad de Buenos Aires, Argentina
- Córdoba, España[53]
- Santiago de las Vegas, Cuba
- Santiago de Cuba, Cuba
- Santiago de Cali, Colombia
- Popayán, Colombia
- Santiago de Querétaro, México
- Santiago Tuxtla, México
- Santiago de los Caballeros, República Dominicana
- Santiago, Chile
- Santiago de León de Caracas, Venezuela
- Santiago de Veraguas, Panamá
- Santiago de los Caballeros, Guatemala
- Braga, Portugal[54]